# Citroën DS
Citroën DS — автомобиль бизнес-класса, выпускавшийся французской фирмой Citroën в 1955—1975 годах. Данный автомобиль имел неофициальное название «Богиня» из-за того, что DS (de-es) по-французски звучит так же, как слово Déesse (рус. Деэ́с) — богиня. Помимо необычного внешнего вида имел оригинальную гидросистему, объединяющую трансмиссию, рулевое управление, тормоза и гидропневматическую подвеску. Занял третье место на конкурсе «Автомобиль века».

## История
Андре Ситроен был игроком, авантюристом, и поэтому быстро потерял контроль над своей компанией. Но, как ни странно, у последовавших за ним руководителей фирмы его имени было не меньше стремления к техническому новаторству, чем у её основателя. Поэтому в середине двадцатого века на предприятии Ситроен создавали столь необычные автомобили, одним из которых был Citroën DS.
Вскоре после запуска в производство в 1934 году Citroën Traction Avant было решено начать работы над проектированием его преемника. В 1937 году Пьер-Жюль Буланже (англ. Pierre-Jules Boulanger) стал руководителем Citroën и запустил программу VGD (фр. Voiture à Grande Diffusion, рус. Большой Массовый Автомобиль) по разработке автомобиля, который должен был стать заменой Traction. Буланже хотел, чтобы новинка стала просторнее, быстрее и красивее предшественника. Руководил проектом Андре Лефевр (англ. André Lefèbvre), который заложил основы будущего автомобиля: он должен быть переднеприводным, с интегрированной в кузов рамой, автомобиль должен быть обтекаемым и комплектоваться низким шестицилиндровым двигателем.
После начала нацистской оккупации Франции в мае 1940 года, Буланже приказал спрятать всю документацию по проекту. Но работа над новым автомобилем продолжалась, в секрете,  на голом энтузиазме и без оплаты. Были предложения использовать торсионную подвеску или подвеску с резиновыми упругими элементами. На нескольких прототипах была опробована очень мягкая торсионная подвеска, но с ней автомобиль сильно раскачивался. И тогда конструктор Поль Мажес (Paul Magès, 1908—1999), пришедший в проектное подразделение в 1942 году, предложил саморегулирующуюся подвеску, работающую от единой гидросистемы. Многие посчитали такую схему сложной, но Буланже идея заинтересовала, и он перевёл Мажеса в отдел разработок нового автомобиля. 
Производство гражданской продукции было возобновлено в 1946 году, а прототипы VGD появились на дорогах уже через год. 
В 1949 году подвеска Мажеса была установлена на Traction. Хотя общие принципы работы такой системы были понятны, их конкретная реализация потребовала решения множества проблем с точностью изготовления деталей, выбором правильных материалов и гидравлической жидкости. Шаг за шагом, постепенно все проблемы были решены.
После гибели Буланже в автокатастрофе в 1950 году, управляющим директором Citroën стал Пьер Берко (Pierre Bercot), который, как ни странно, имел ещё более передовые взгляды. По его мнению, проект VGD (который к тому времени стал проектом D) был недостаточно радикален. Он захотел, чтобы Лефевр сделал самый передовой автомобиль в мире, хоть бы это и задерживало сроки выпуска автомобиля. Но задержка пошла на пользу, поскольку из-за спешки многие проблемы просто игнорировались, особенно с двигателем.

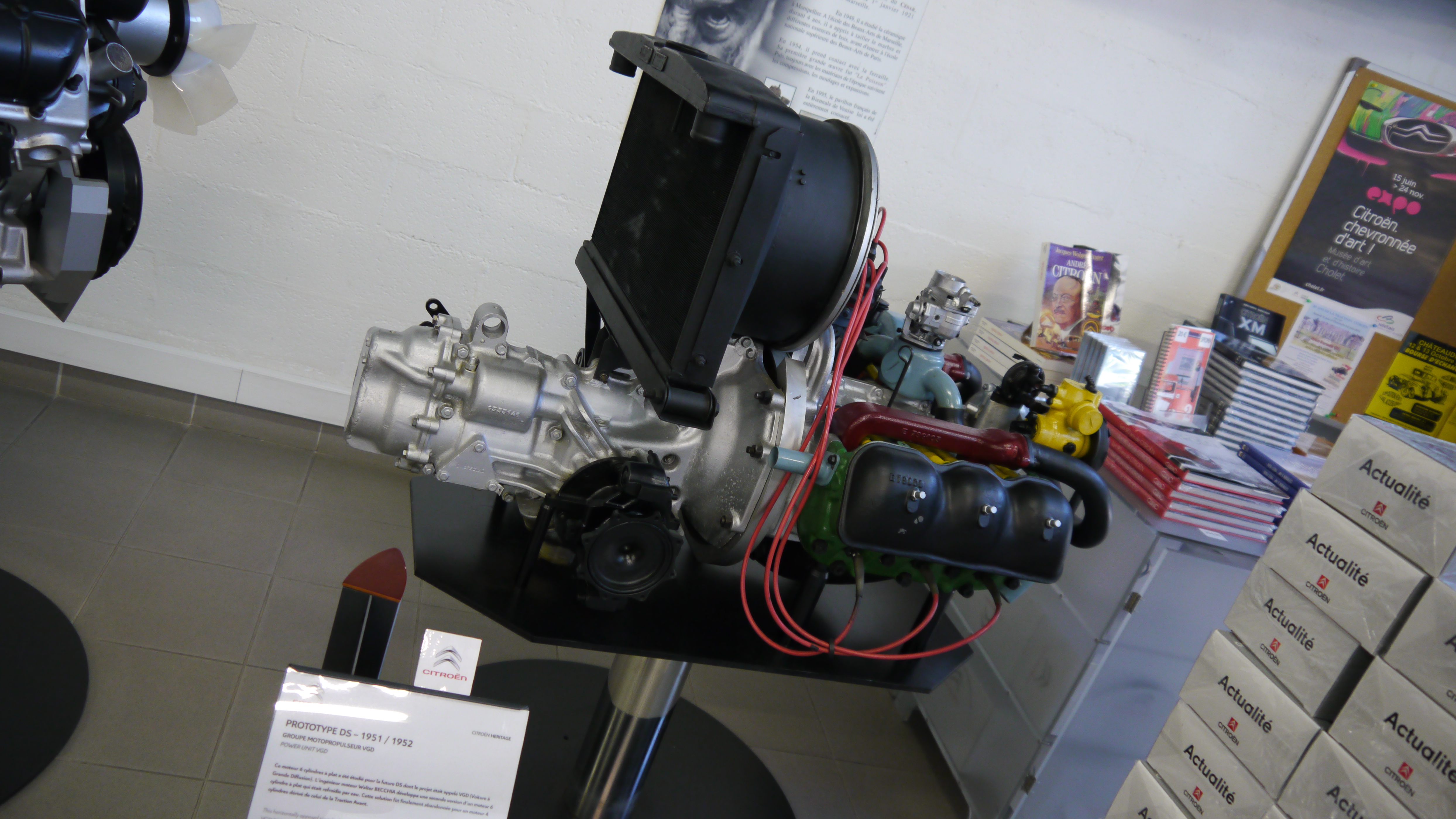
Прототип силового агрегата Citroën DS с шестицилиндровым оппозитным двигателем водяного охлаждения

Разработкой двигателя для нового автомобиля заведовал Вальтер Беккья. После создания своего шедевра, знаменитого двухцилиндрового оппозитного двигателя воздушного охлаждения для Citroën 2CV, он попытался спроектировать подобный двигатель для большого автомобиля. Но у шестицилиндрового оппозитного двигателя воздушного охлаждения возникли проблемы с перегревом средних цилиндров. Изменение воздуховодов несколько улучшило ситуацию, но в целом мотор оказался слишком шумным. Тогда по предложению Лефевра Беккья переделал этот двигатель под водяное охлаждение. Из-за низкой линии капота радиатор разместили за двигателем, что вновь вызвало проблемы с перегревом. К тому же вынесенный далеко за переднюю ось двигатель делал автомобиль трудно управляемым, это показали испытания первых прототипов. Но самым главным было то, что у предприятия не осталось ни средств, ни времени для постановки на производство абсолютно нового мотора. И тогда было принято решение прекратить работы над новым двигателем и сосредоточиться на модернизации старого. Это означало переработку конструкции всего автомобиля. В результате Беккья занялся модернизацией старого двигателя от Traction, а конструкторы Лефевра вновь сели за чертёжные доски перекомпоновывать автомобиль. 
Для того чтобы поместить вертикальный четырёхцилиндровый двигатель под низким капотом, его развернули так, что коробка передач разместилась перед мотором, а сам двигатель оказался практически в салоне. Такая компоновочная схема позволила получить оптимальное распределение веса по осям и автомобиль с очень хорошими ходовыми свойствами.
За внешний вид проекта D отвечал глава стилистов Citroën Фламинио Бертони (не стоит путать с Нуччо Бертоне). Кузов автомобиля был спроектирован с учётом аэродинамики, этой «чёрной магии» всего послевоенного автостроения. Выглядел он очень необычно: падающая линия капота, отсутствие радиаторной решетки и укороченный хвост, узкие стойки крыши и дверные стёкла без рамок. Окончательный внешний вид автомобиля не был готов даже за несколько недель до начала выпуска, в основном из-за того, что Берко считал отдельные его элементы слишком обычными и хорошо знакомыми. Он хотел, чтобы автомобиль выглядел так же необычно, как был сконструирован. Бертони постепенно находил нужные формы — передняя панель из пластика, рулевое колесо с одной спицей, задние фонари, расположенные вверху стоек — всё это появилось на самой поздней стадии.
Берко также был очень озабочен секретностью. Начиная с 1951 года прототипы стали тайно испытывать на пустынных дорогах юга Франции. В апреле 1952 года L’Auto-Journal опубликовал фотографии одной из этих машин, а в апрельском номере было дано её полное техническое описание. Берко был в гневе и обратился в полицию, но журналисты отказались раскрыть источник информации. На Ситроен усилили меры безопасности и закрыли новый автомобиль покрывалом секретности.

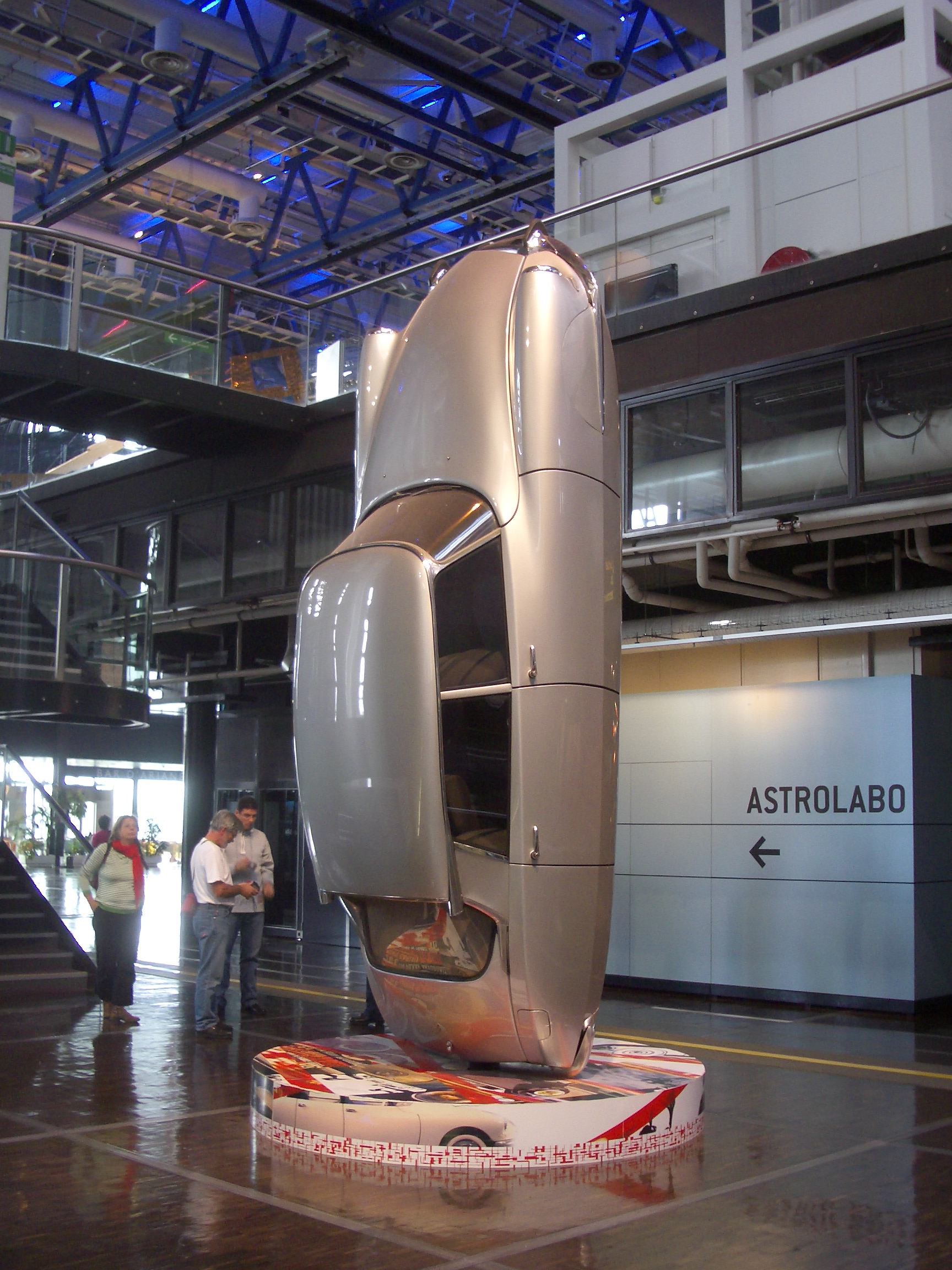
В таком виде Citroën DS был показан на XI дизайнерском триеннале в Милане в 1957 году

Четверг, 6 октября 1955 года. В 9 часов утра покрывало секретности сняли с нового Citroën DS 19 (он теперь назывался так) на Парижском автосалоне, а уже в 9:45 было получено 749 заказов на новый автомобиль, а к концу дня — 12 тысяч. Déesse — Богиня, так стали его называть, заметив, что это созвучно произнесённому по-французски DS.
Появление автомобиля стало огромным культурным и политическим событием послевоенной Европы. Джина Лоллобриджида рекламировала его на заглавной странице октябрьского номера Paris Match. Ролан Барт посвятил ему целую главу в своём сборнике философских эссе. Без колёс, в виде устремлённой вверх ракеты, автомобиль был показан на Миланской дизайнерской триеннале (Triennale di Milano) в 1957 году. В дальнейшем он неоднократно фигурировал на страницах журналов и газет, причём в статьях на всевозможные темы, от политических и светских до спортивных, снимался во множестве фильмов. В Национальном музее визуального искусства (Centre national des arts plastiques) в Пюто выставлен созданный мексиканцем Габриелем Ороско, разрезанный вдоль, а затем вновь соединённый без центральной части Citroën DS.
Были и проблемы. Повышенная секретность сыграла против компании, первые автомобили которой были очень ненадёжны. Никто не знал, как они работают. Не было руководств по ремонту. Продавцы не имели рекламных материалов. Большое количество владельцев вдруг обнаруживало, что у них не работают ни рулевое, ни тормоза, ни сцепление, ни коробка передач, ни подвеска, а под машиной — большая лужа жидкости. И механики не знали, что делать. Фирма быстро мобилизовала все силы, снабдив станции техобслуживания справочными материалами и организовав обучение, наладила выполнение гарантийных обязательств. Вскоре всё было исправлено, а когда автомобиль работал, он становился «королевой дорог», сочетая новизну и модернизм с непревзойдённым уровнем комфорта, устойчивостью на дороге, хорошими тормозами и безопасностью.
В то время создавались автомобили и более необычной формы, но, в отличие от них, DS был необычным и внутри. Он имел передний привод с расположенной перед двигателем трансмиссией, имел внутри несущий каркас кузова, на который навешивались ненагруженные панели (первоначально — алюминиевые), которые легко можно было снять для ремонта. По инициативе Лефевра внутри и снаружи автомобиля широко использовалась пластмасса и синтетические материалы. 
Такой же необычной, как его внешний вид, была гидравлическая система автомобиля. Как на самолёте, в ней использовался единый, с приводом от двигателя, насос, создающий давление, которое поступало в усилитель рулевого управления и тормозов, в устройство автоматического привода сцепления и управления коробкой передач, в гидропневматическую подвеску. Гидропневматическая подвеска давала автомобилю нереальные плавность хода и управляемость. Езда на нём была столь же комфортной, как на Кадиллаке, но с лучшей управляемостью. При входе в поворот жёсткость подвески возрастала, обеспечивая хорошую управляемость и устойчивость движения, особенно на пологой дуге. После остановки двигателя давление в гидросистеме падало, и автомобиль медленно опускался, а когда двигатель заводился вновь — потихоньку поднимался по мере роста давления. В движении кузов можно было принудительно поднять почти на 20 см из нижнего положения. При посадке, особенно тяжёлых пассажиров, подвеска крякала, как будто от досады, а потом вздыхала с облегчением, когда пассажиры выходили.
Управление автомобилем было столь своеобразным, что этот вопрос особенно подчёркивался в руководстве по эксплуатации. Рулевое управление было реечным, с «быстрым» передаточным и намного более точным, чем у большинства современников, и при этом — легчайшим. 
На DS также отсутствовала обычная педаль тормоза, которая была заменена необычной грибоподобной кнопкой. Работала она хорошо, но требовала привыкания. Немало владельцев DS получили удар сзади из-за слишком резкого торможения. Автоматическое сцепление не требовало нажатия на педаль, но водитель был вынужден вручную переключать передачи рычагом на рулевой колонке, это было не сложно, хотя плавное переключение всё равно требовало мастерства.

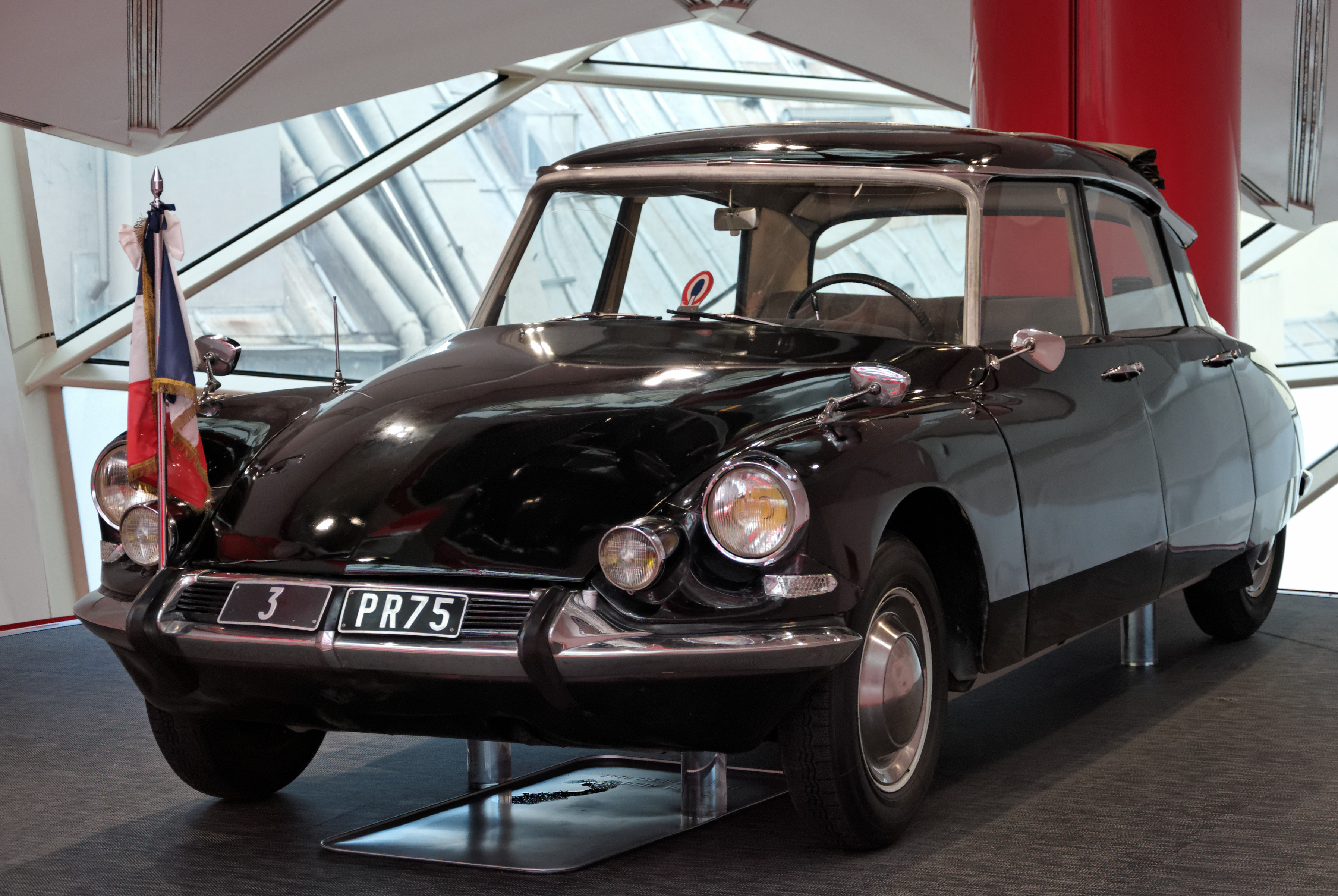
Citroen DS — автомобиль президента де Голля в обновлённом виде с вентиляционными отверстиями под фарами и обрезиненными «клыками» на переднем бампере

Citroën DS был семейным седаном, а не спортивным автомобилем. Старый двигатель изо всех сил старался и разгонял автомобиль до максимальной скорости 145 км/ч. Любой обгон или подъём требовали частого взаимодействия с коробкой передач, работа которой не поощряла торопливость. Ко всему прочему, двигатель был дёрганым при резком ускорении, с трудом укладываясь в общее мягкое и плавное ощущение от автомобиля. В виде компенсации всего этого — мотор был «неубиваемым» и достаточно экономичным.
Citroën DS был большим по европейским меркам автомобилем и очень понравился государственным служащим, чёрные правительственные автомобили заполонили Париж. Одно время он был официальным автомобилем Франции, на нём ездил президент. Благодаря своей уникальной подвеске, этот автомобиль спас жизнь Шарлю де Голлю во время покушения на него в августе 1962 года. Во время обстрела было пробито одно из задних колёс автомобиля, но водитель не растерялся, поднял кузов автомобиля на максимальную высоту и на трёх колёсах ушёл от обстрела.
В октябре 1956 года был представлен Citroën ID 19, упрощённая версия DS. Автомобиль имел тот же кузов и подвеску, но обычную тормозную систему, рулевое управление и нормальное сцепление с ручной коробкой передач. Иногда эти автомобили называют «с механическим управлением» (фр. mécanique), в отличие от моделей DS «с гидравлическим управлением» (фр. hydraulique). В октябре 1958 года появилась версия автомобиля с кузовом универсал Citroën ID 19 Break. В этом же году был впервые показан публике двухдверный кабриолет Citroën DS Décapotable, изготовленный частной фирмой Анри Шапрона (англ. Henri Chapron). В сентябре 1962 года внешний вид автомобилей был слегка изменён, появились обрезиненные «клыки» спереди и вентиляционные отверстия под фарами.
В сентябре 1965 года автомобили получили новые двигатели с коротким ходом поршня рабочим объёмом 1,9 л для Citroen DS 19A и 2,1 л для Citroën DS 21. Осенью 1968 года мощность двигателя рабочим объёмом 1,9 л была увеличена, автомобиль с таким мотором стал называться Citroën DS 20. В августе 1972 года появилась третья версия нового двигателя с увеличенным до 2,3 л рабочим объёмом, которая устанавливалась на Citroën DS 23.

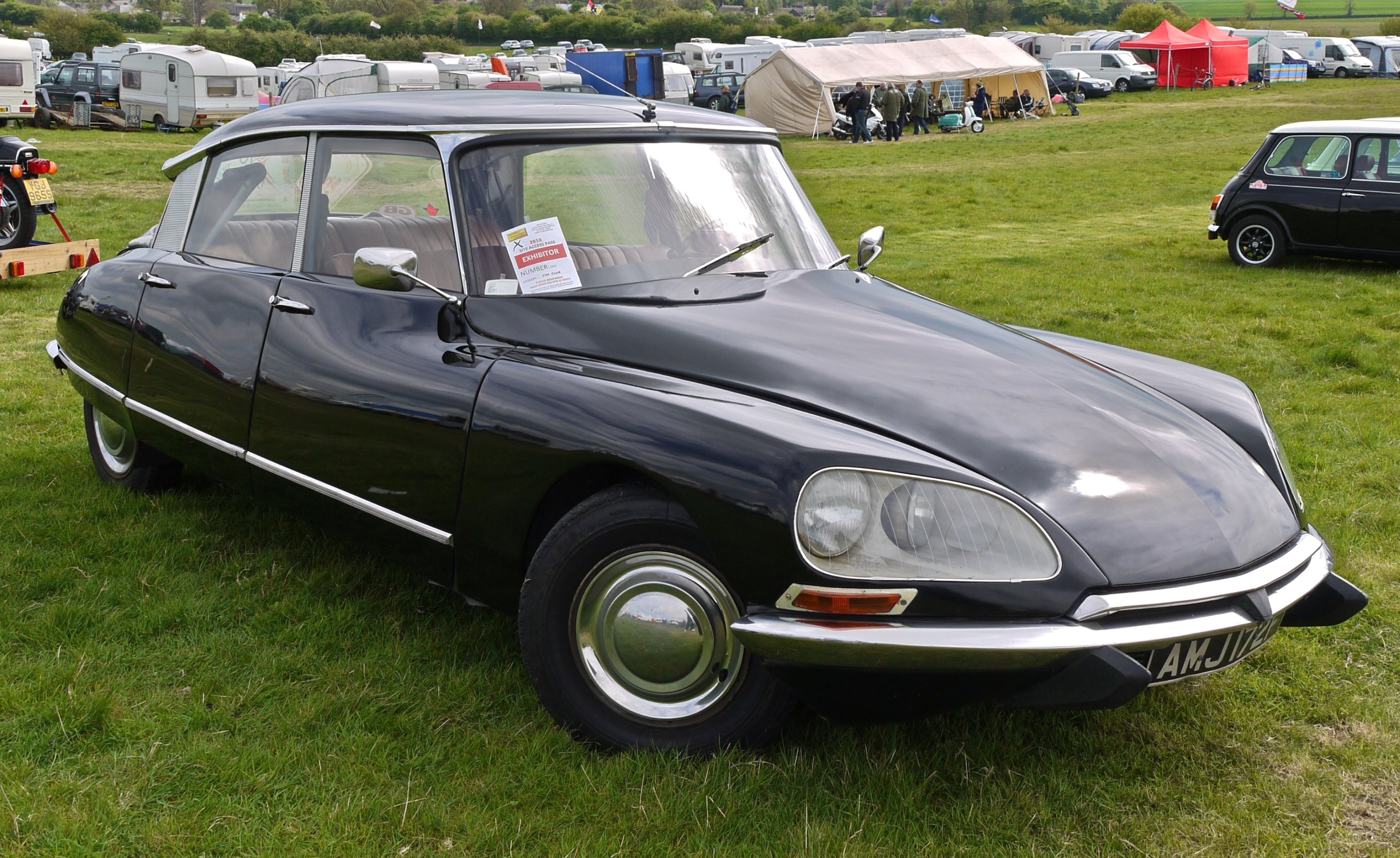
Citroen DS последних лет выпуска, хорошо видны повёрнутые вслед за колёсами фары

В сентябре 1967 года передняя часть автомобиля была существенно изменена, появились четыре фары, размещённые под прозрачным колпаком. На самых дорогих версиях внутренняя пара фар была связана с рулевым управлением и поворачивалась, наружная пара фар была связана с подвеской и корректировала своё положение в зависимости от загрузки автомобиля.
С осени 1969 года новые двигатели рабочим объёмом 1,9 л стали устанавливать на упрощённые автомобили (Citroën ID), которые теперь стали называться Citroën DSpécial, с менее мощным двигателем, и Citroën DSuper, с более мощным мотором. С сентября 1972 года на часть этих автомобилей стали устанавливать пятиступенчатую коробку передач, такие автомобили получали название Citroën DSuper 5.
В 1969 году был построен миллионный автомобиль, а 24 апреля 1975 года производство автомобилей было прекращено. Всего было выпущено 1 455 746 автомобилей.
До сих пор DS остаётся высшей точкой смелости инженерной мысли Citroën. Этот автомобиль создавался без оглядки на то, что делают другие компании или чего хочет публика. Он был творением инженеров, которым был дан зелёный свет, ведомых собственным пониманием того, каким должен быть автомобиль. Тяга к техническому авантюризму привела компанию к краху. В 1975 году французское правительство национализировало Citroën и присоединило её к Peugeot.

## Кузов и оборудование

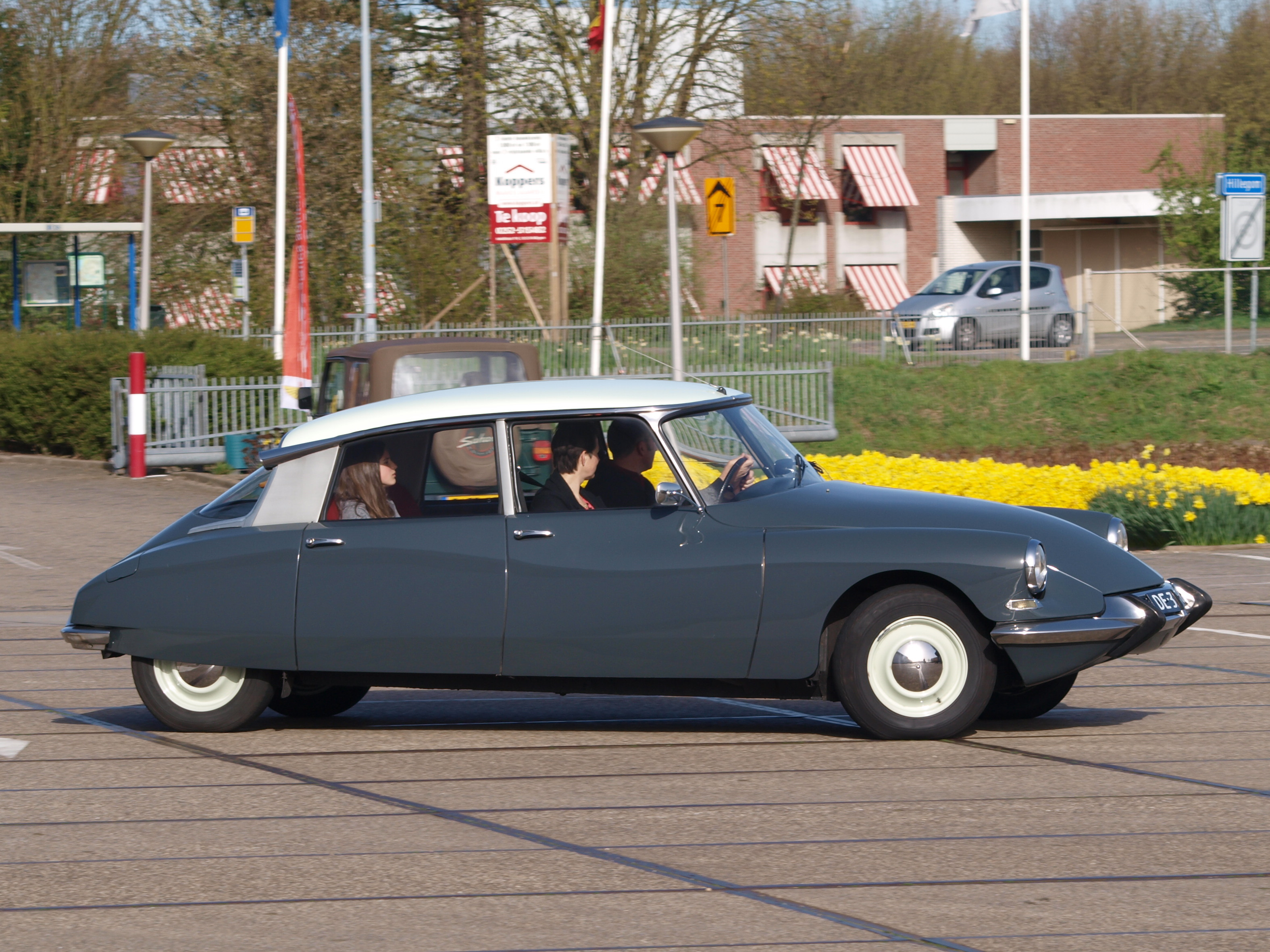
1963—1968 Citroen DS

Если бы не началась Вторая мировая война, Citroen DS выглядел бы совсем по-другому. Из предвоенных эскизов, Бертони хотел просто облагородить внешний вид Traction, сделав его более обтекаемым. Из-за вынужденного прекращения производства в прессе развернулась широкая дискуссия о будущем послевоенного автомобиля. Все сходились во мнении, что последует переход от эры угловатых кузовов к автомобилям с обтекаемыми, плавными формами. Лефевр был далёк от этих дискуссий, ему просто хотелось полностью убрать радиаторную решетку для снижения сопротивления воздуха. По его соображениям забор воздуха для охлаждения должен был происходить через щели над и под бампером. Также по понятиям того времени для достижения аэродинамической эффективности требовалось создать кузов в форме капли. В результате Бертони сделал автомобиль со скруглённым носом и зауживающейся задней частью.
Для размещения высокого двигателя пришлось поднять капот, это определило профиль передней части автомобиля: приподнятый нос, сглаженная нижняя часть, высокая задняя кромка капота и фары, размещённые сверху по краям крыльев. Выпуклое ветровое стекло, верхний край которого переходил в тонкую изящную крышу, ниспадающую сзади к заострённому хвосту, и задние крылья утончённой формы, полностью закрывающие колёса, завершали образ автомобиля. Обширная площадь остекления с тонкими стойками и стёкла дверей без рамок были характерной чертой его внешнего вида. В целом получился автомобиль обтекаемой формы с неплохим для того времени коэффициентом аэродинамического сопротивления равном 0,382.
Этот экстремальный дизайн руководство Citroen утвердило осенью 1954 года. Но появление новых автомобилей оригинальной формы и влияние американского автостроения на Европу вынудили Бертони ещё несколько раз переделывать проект. Окончательные эскизы датируются январём 1955 года. Но его неудовлетворённость формой крыши привела к тому, что только в августе 1955 года, за несколько недель до первого показа автомобиля, он нашёл решение. Размещение указателей поворотов вверху по углам крыши придало автомобилю завершённый вид. Эти фонари имели форму конусов, которые первоначально сравнивали со стаканчиками для мороженого, а после наступления космической эры стали сравнивать с ракетными соплами.

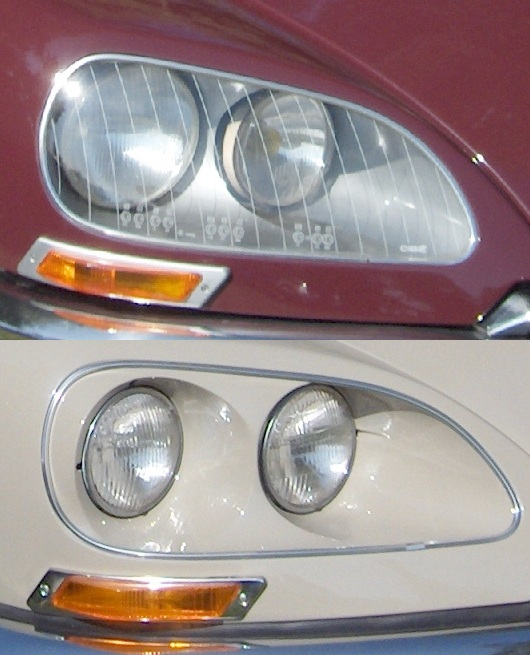
Citroen DS с четырьмя фарами, вверху — Европейское исполнение, внизу — версия для США

Для улучшения вентиляции салона в 1959 году сверху передних крыльев появились решетки воздухозаборников, которые в обиходе называли «пепельницами» (фр. cendriers). В конце 1962 года при первой модернизации внешнего вида автомобиля они были заменены на отверстия под фарами. Тогда же появился новый передний бампер с обрезиненными «клыками» и изменённая часть днища под ним. В дальнейшем инженеры неоднократно меняли форму нижней части передка, пытаясь добиться нужного обдува двигателя и тормозов.
Незадолго до своей преждевременной кончины в феврале 1964 года Бертони сделал несколько эскизов изменённой передней части автомобиля. Эти работы были завершены его преемником Робером Опроном (фр. Robert Opron), и в сентябре 1967 появился автомобиль с четырьмя фарами, закрытыми прозрачными колпаками. Новые формы одновременно были элегантными и напористыми, новые крылья и нос придали автомобилю «акулоподобный» вид. Остальные детали кузова остались неизменными, общий облик автомобиля сохранился, но стал более грациозным.
На дорогих версиях наружные (большие) фары ближнего света были механически связаны с передней подвеской и меняли своё положение в зависимости от загрузки автомобиля. Внутренние (маленькие) фары дальнего света были механически связаны с рулевым управлением и поворачивались вслед за передними колёсами. В США из-за действующих там законодательных ограничений поставлялись автомобили с жёстко закреплёнными четырьмя фарами без защитных колпаков.
Основным силовым элементом кузова было стальное несущее днище — мощные лонжероны с приваренными к ним панелями пола. Спереди к днищу был приварен штампованный пространственный подрамник, к которому крепились двигатель и передняя подвеска. Завершали всю конструкцию также приваренные к днищу стойки кузова и каркас крыши. Получался достаточно лёгкий, но прочный и жёсткий скелет кузова. К нему снаружи на болтах крепились панели, которые не несли никакой нагрузки. На моделях первых лет выпуска капот и крышка багажника были алюминиевыми, а крыша — из стеклопластика, позже эти детали были заменены на стальные. Детали кузова изначально имели большие зазоры между собой для того, чтобы после регулировки кузов выглядел аккуратно. Легкосъёмные панели позволили легко решить проблему замены закрытых задних колёс, для этого просто снимали заднее крыло, которое крепилось к кузову одним болтом.
Citroen DS имел большой, объёмом 500 литров багажник, так как бензобак был расположен под задним сидением, а запасное колесо размещалось спереди под капотом. Автомобили красили широкой гаммой цветов ярких оттенков, что было необычно для того времени. Крышу часто красили в другой цвет. В октябре 1959 года французский дизайнер и модельер Жак Эстерель (Jacques Esterel) нарядил манекенщиц в платья, сшитые из тканей обивки салона Citroen DS. Модели появлялись из-за автомобильных дверей соответствующего цвета, демонстрируя сочетания цветов салона и кузова автомобиля.

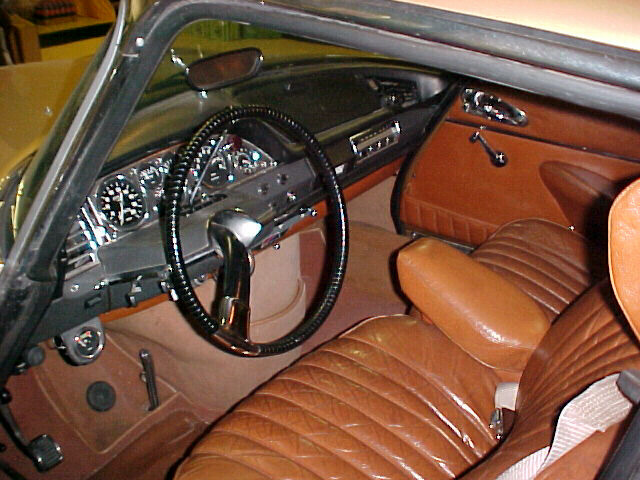
Салон Citroen DS, рулевое колесо с одной спицей, над ним — рычаг переключения передач, внизу видны «палочка» педали газа и «кнопка» педали тормоза, левее — педаль стояночного тормоза. Скорее всего, в более старую (1961 г.) панель установлены новые (1969 г.) приборы

Салон автомобиля был по-французски роскошен: ковры, большие мягкие кресла, приятная обивка. Из-за большой колёсной базы и абсолютно плоского пола сзади было очень просторно. Такой же необычной, как и внешний вид автомобиля, была передняя панель, выполненная из модного в то время пластика, прямо на ней стояло зеркало заднего вида (позже его стали крепить к стеклу). Но самым оригинальным было рулевое колесо с одной спицей. В начальном состоянии, при ровно выставленных колёсах, спица располагалась в положении «полвосьмого» (или «полпятого» — для автомобиля с правым рулём). Внизу, под панелью располагалась «палочка» педали газа и «кнопка» педали тормоза, педали сцепления не было, так как в автомобиле использовалась полуавтоматическая коробка передач. Сбоку была размещена педаль стояночного тормоза, рядом с ней — рычаг изменения положения кузова по высоте. В конце 1961 года на автомобили DS стали устанавливать новую безопасную, с мягким верхом переднюю панель. Первоначально на автомобили ID ставили свою, оригинальную переднюю панель, но с осени 1969 года панели DS и ID были унифицированы.
У Citroen ID был более простой салон: кресла с жёстко закреплённой спинкой, крашеные двери без отделки (позже — с пластмассовыми накладками) и подлокотников, крыша без обивки, более простые внутренние ручки дверей, ковры были заменены на резиновые коврики. Снаружи автомобиль отличался более простыми колёсами без колпаков (позже — с небольшим колпаками) и коричневыми конусами указателей поворотов сзади. Задние стойки были алюминиевыми, но гладкими, без узора. Автомобили имели более простую, высокую переднюю панель и рулевое колесо большего диаметра из-за того, что автомобиль не имел усилителя руля. Появились педали тормоза и сцепления внизу, рычаг переключения механической коробки передач сбоку от рулевой колонки. Всё остальное — панели кузова, алюминиевые бамперы спереди и сзади, наружные ручки дверей и молдинги крыши были одинаковыми для обеих моделей.
Развитие модельного ряда привело к смешиванию моделей, DSpecial и DSuper стояли значительно ближе к DS. Материалы, применяемые в их отделке, стали совсем не такими, как на первых моделях ID. Иногда более дешёвые модели было трудно отличить от более дорогих. Поэтому с сентября 1965 года на крышке багажника DS появилось обозначение модели, стиль и шрифт которого менялся с годами, на ID подобные надписи появились в сентябре 1968 года.

## Двигатели и трансмиссия

### Двигатели
Самым обычным в этом необычном автомобиле был двигатель. На всех модификациях применялись рядные четырёхцилиндровые бензиновые двигатели, установленные спереди продольно, вертикально. Вальтер Беккья постепенно модернизировал двигатель Traction, увеличивая его мощность, но сохраняя его надёжность, долговечность и неприхотливость в работе.

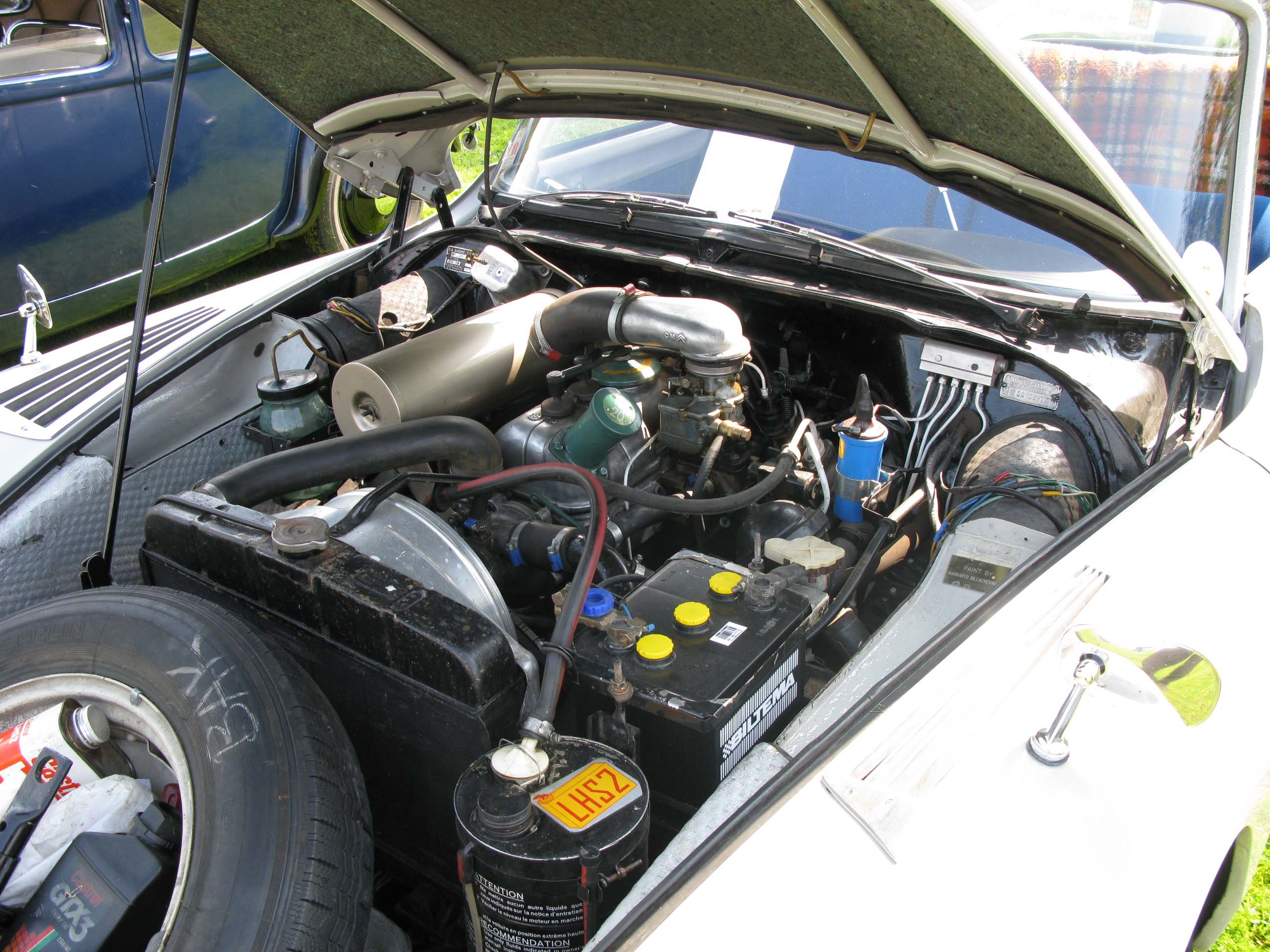
«Длинноходный» двигатель, видны горизонтальный воздушный фильтр и расположенный за карбюратором распределитель зажигания. Воздуховод радиатора отсутствует, но видны воздухозаборники «пепельницы» вентиляции салона сверху крыльев.

На блок цилиндров старого двигателя была установлена новая, из алюминиевого сплава, головка цилиндров с полусферическими камерами сгорания. Клапаны располагались V-образно под углом 60°, приводились в движение с помощью коромысел и штанг-толкателей от расположенного внизу распределительного вала (OHV). Распредвал был связан с трёхопорным коленчатым валом цепью. Внутри мокрых чугунных гильз цилиндров двигались поршни из алюминиевого сплава с плоским днищем. Питание двигателя осуществлялось с помощью двухкамерного карбюратора с падающим потоком смеси Weber или Zenith. Топливо с помощью диафрагменного насоса с приводом от двигателя подавалось из расположенного под задним сидением бензобака. Первоначально основной глушитель располагался спереди поперёк автомобиля, потом был перемещён под передние сидения, а идущие назад выхлопные трубы стали сдвоенными и сзади появился дополнительный резонатор. Механический распределитель зажигания, расположенный на одной оси с масляным насосом, подавал энергию на свечи, по одной на цилиндр. Двигатель имел полнопоточную систему смазки под давлением, которое обеспечивалось шестерёнчатым масляным насосом с приводом от распредвала и жидкостную систему охлаждения с центробежным насосом и термостатом. Радиатор располагался перед двигателем, над коробкой передач, вертикально и имел длинный воздуховод, направлявший на него воздух из передней части автомобиля. Рабочий объём двигателя, который имел обозначение DS, составлял 1911 см³, мощность —- 75 л.с. (bhp). В марте 1961 года за счёт увеличения степени сжатия его мощность была увеличена до 83 л.с. (bhp), и он получил обозначение DA.
На первые, самые простые версии автомобиля Citroen ID Normale устанавливали двигатель от Traction практически в неизменном виде. Таких автомобилей было сделано очень мало, не более 400 шт., они скорее номинально присутствовали в каталогах Citroen для демонстрации начального уровня цены. Двигатель имел тот же блок цилиндров и старую чугунную головку блока с клапанами расположенными в ряд, впускной и выпускной коллекторы с одной стороны двигателя, развивал мощность 63 л.с. (bhp) и обозначался как 11D. На автомобилях ID первоначально применялось 6-ти вольтовое электрооборудование, на автомобилях DS для внутреннего рынка также использовалась 6-ти вольтовая система, на экспорт поставлялись автомобили с 12-ти вольтовым оборудованием. С осени 1959 года на всех моделях стали применять 12-ти вольтовую электросистему. На другие версии Citroen ID, Luxe и Confort устанавливались такие же двигатели, как на DS, но из-за использования более простого однокамерного карбюратора Solex они развивали всего 66 л.с. (bhp). Такие двигатели имели обозначение DM и позже, за счёт изменения характеристик карбюратора их мощность была повышена сначала (в 1963 г.) до 70 л.с. (bhp), а затем (в 1964 г.) — до 75 л.с. (bhp). В дальнейшем, двигатель был модернизирован и получил обозначение DE.

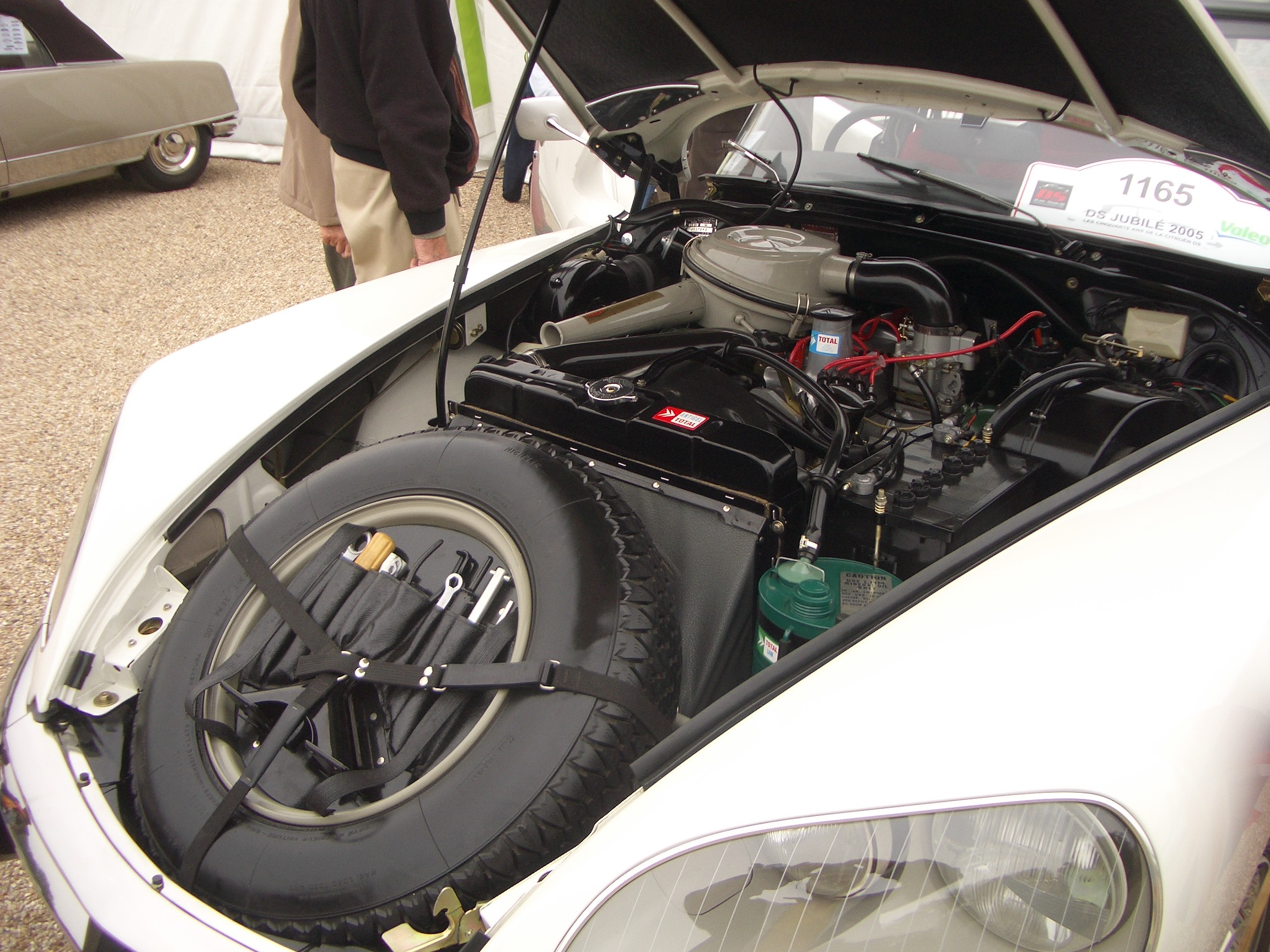
«Короткоходный» двигатель с другим воздушным фильтром и распределителем зажигания расположенным спереди, перед карбюратором.

В сентябре 1965 года появились новые двигатели. Конструкция головки осталась прежней, но был изменён блок цилиндров. Коленчатый вал стал пятиопорным, был уменьшен ход поршней, но увеличен их диаметр, сами поршни стали с фасонным днищем. Иногда, эти двигатели называют моторами с «коротким ходом поршня» (англ. short stroke), в отличие от двигателей «с длинным ходом поршня» (англ. long stroke) применявшихся ранее, иногда, двигателями с «пятиопорным коленвалом» (фр. un cinq paliers), в отличие от старых моторов с «трёхопорным коленвалом» (фр. à trois paliers). Двигатель с обозначением DY имел практически такой же, как предыдущий мотор рабочий объём — 1985 см³, двигатель с обозначением DX имел увеличенный до 2175 см³ рабочий объём и устанавливался на Citroen DS 21. Через год дефорсированный (с уменьшенной степенью сжатия и более простым карбюратором) двигатель с обозначением DV стали устанавливать на модели Citroen ID 19B. У новых двигателей распределитель зажигания располагался спереди (по ходу автомобиля) перед карбюратором и имел отдельный привод от распредвала. Кроме того, внешне, двигатели отличались новым воздушным фильтром. Осенью 1968 года двигатели были модернизированы, и к их обозначению добавилась цифра два (DY2, DX2, DV2). За счёт изменения впускного патрубка, увеличения впускных клапанов и изменения днища поршней было улучшено смесеобразование в цилиндрах и мощность двигателей возросла. Двигатель для автомобилей ID мог иметь версию повышенной мощности с двухкамерным карбюратором и обозначался DV3.
С осени 1969 года на двигатели рабочим объёмом 2175 см³ стали устанавливать систему распределённого впрыска топлива с электронным управление фирмы Bosch. Такие моторы получили обозначение DX3. В августе 1972 года появились ещё более мощные двигатели рабочим объёмом 2347 см³, которые устанавливались на Citroen DS 23. Эти моторы изначально выпускались в вариантах с карбюратором (DX4) или с впрыском топлива (DX5).
Система впрыска топлива D-Jetronic состояла из электронного блока управления и систем питания двигателя воздухом и топливом. Воздух через воздушный фильтр попадал в корпус c дроссельной заслонкой управляемой тросом от педали газа. От корпуса дроссельной заслонки по четырём патрубкам равной длины впускного коллектора воздух попадал в цилиндры. Топливо из топливного бака через бумажный фильтр тонкой очистки, с помощью топливного насоса с электроприводом подавалось в топливную магистраль двигателя, где находилось под давлением в 2 атм. Производительность топливного насоса превосходила потребности двигателя, поэтому лишнее топливо через регулятор давления сливалось обратно в бензобак. От топливной магистрали четыре трубки шли к форсункам двигателя и одна к форсунке холодного запуска, встроенной в корпус дроссельной заслонки. Форсунки имели электрическое управление, постоянную величину подъёма иглы и топливо к ним поступало под постоянным давлением, поэтому количество подаваемого в цилиндр топлива зависело только от времени открытия. Четыре главные форсунки впрыскивали топливо перед впускным клапаном. Блок управления принимал данные от различных датчиков расположенных на двигателе, обрабатывал их и посылал сигналы на форсунки, которые работали попарно, то есть в одно и то же время форсунки первого и третьего цилиндров подавали топливо во впускной коллектор. Если в первом цилиндре на ходе впуска топливо сразу попадало в камеру сгорания, то в третьем цилиндре оно оставалось во впускном патрубке, дожидаясь открытия клапана. Аналогично работали форсунки второго и четвёртого цилиндров. Такой принцип работы был применён для упрощения алгоритма управления и конструкции электронного блока. Форсунка системы холодного запуска срабатывала только при включении стартера и при условии, что температура охлаждающей жидкости была ниже 20°С. Кроме того, имелся ограничитель количества включений форсунки предохраняющий её от частого срабатывания при многократном запуске стартера.
| Список двигателей | Список двигателей | Список двигателей  | Список двигателей | Список двигателей | Список двигателей         |
| ----------------- | ----------------- | ------------------ | ----------------- | ----------------- | ------------------------- |
| Обозначение       | Годы применения   | Рабочий объём, см³ | Мощность, л.с.    | Система питания   | Применялся на автомобилях |
| DS                | 10.55—03.61       | 1911               | 75 bhp            | карбюратор        | DS 19                     |
| DA                | 03.61—09.65       | 1911               | 83 bhp            | карбюратор        | DS 19                     |
| DY                | 09.65—09.68       | 1985               | 90 bhp (84 DIN)   | карбюратор        | DS 19A, ID 19             |
| DY2               | 09.68—09.71       | 1985               | 103 bhp (91 DIN)  | карбюратор        | DS 20, ID 20, DSuper      |
| DY3               | 09.71—04.75       | 1985               | 108 bhp (99 DIN)  | карбюратор        | DS 20, DSpecial, DSuper   |
| DX                | 09.65—09.68       | 2175               | 109 bhp (100 DIN) | карбюратор        | DS 21                     |
| DX2               | 09.68—09.72       | 2175               | 115 bhp (106 DIN) | карбюратор        | DS 21, DSuper 5           |
| DX3               | 09.69—08.72       | 2175               | 139 bhp (125 DIN) | впрыск            | DS 21 I.E                 |
| DX4               | 08.72—04.75       | 2347               | 124 bhp (115 DIN) | карбюратор        | DS 23                     |
| DX5               | 09.72—04.75       | 2347               | 141 bhp (130 DIN) | впрыск            | DS 23 I.E.                |
| 11D               | 05.57—10.60       | 1911               | 63 bhp            | карбюратор        | ID 19 Normale             |
| DM                | 05.57—09.64       | 1911               | 66/70/75 bhp      | карбюратор        | ID 19P                    |
| DE                | 09.65—09.66       | 1911               | 81 bhp            | карбюратор        | ID 19P                    |
| DV                | 09.66—09.68       | 1985               | 84 bhp (78 DIN)   | карбюратор        | ID 19B                    |
| DV2               | 09.68—09.71       | 1985               | 91 bhp (81 DIN)   | карбюратор        | ID 19B, DSpecial          |
| DV3               | 09.71—07.72       | 1985               | 98 bhp (89 DIN)   | карбюратор        | DSpecial                  |

### Трансмиссия
В автомобилях использовалось обычное сухое однодисковое сцепление диаметром 225 мм с гидроприводом. Первоначально — с периферийными пружинами, а начиная с сентября 1972 года — с диафрагменной пружиной. Четырёхступенчатая двухвальная коробка передач с синхронизаторами на всех передачах, кроме первой и заднего хода, также была обычной для автомобилей того времени. Необычным был способ переключения передач полуавтоматического гидравлического привода коробки.
После включения зажигания поворотом ключа, водитель должен был, для запуска стартера, переместить из нейтрали PM (фр. point mort — мёртвая точка) влево, в не фиксируемое положение D (фр. démarreur — стартер), находящийся сверху рулевой колонки рычаг переключения передач. Затем, для включения первой передачи, из нейтрального положения переместить рычаг от себя. Для включения второй передачи, рычаг передвигали к себе, третьей и четвёртой — перемещали дальше вправо. Для включения заднего хода AR (фр. arrière — назад) необходимо было из положения первой передачи передвинуть рычаг от себя и, преодолев сопротивление в точке PD (фр. le point dur — упор), сдвинуть рычаг вправо. Усилия перемещения рычага были минимальными, так как с его помощью только перемещался цилиндр выбора передач в гидроблоке управления. В процессе переключения передач сцепление отключалось и включалось автоматически, но ногу с педали газа надо было снимать, как на обычных автомобилях.

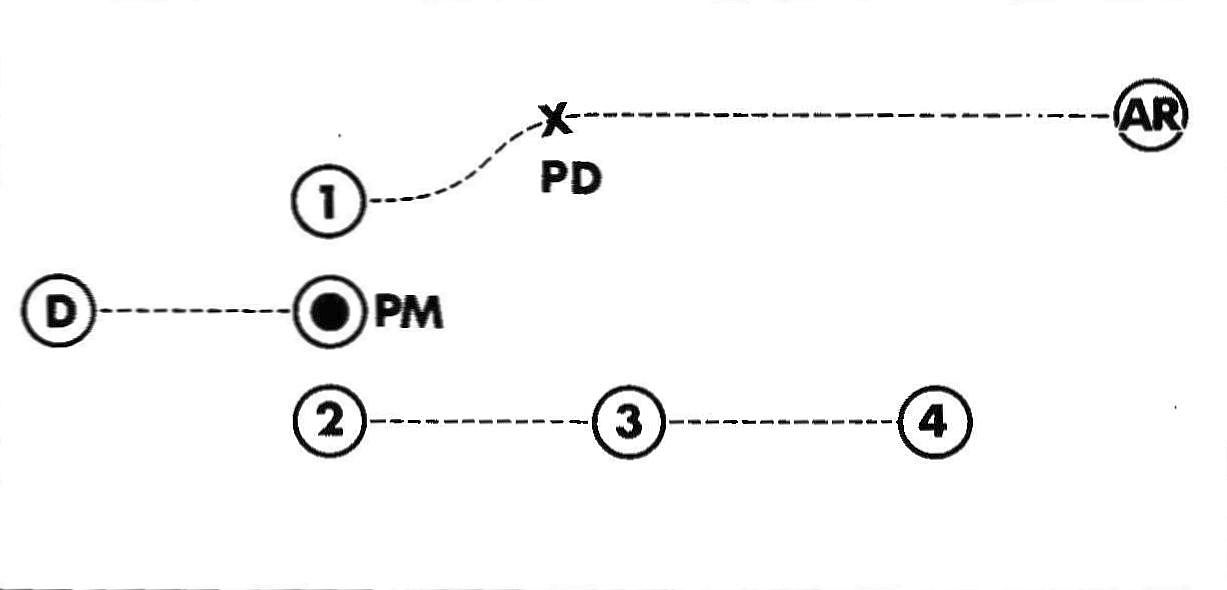
Схема переключения передач Citroën DS с гидравлическим приводом коробки

В начальном состоянии (двигатель на холостом ходу, обороты ниже 700 об/мин) в рабочем цилиндре сцепления находилась жидкость под давлением, сцепление было разомкнуто. Только в таком состоянии можно было включить первую передачу или задний ход. Перемещение рычага переключения передач смещало поршень выбора в гидроблоке, который пропускал жидкость под давлением в поршень вилки выбора на крышке коробки передач и шестерня смещалась. Давление, возрастающее к окончанию перемещения вилки, становилось способным сдвинуть поршень автоматики управления сцеплением, который снижал давление в рабочем цилиндре сцепления до начала проскальзывания дисков. Автомобиль был готов к троганию. После нажатия на педаль газа, обороты двигателя возрастали, жидкость от специального шестерёнчатого насоса низкого давления, вал которого вращался со скоростью двигателя и поэтому поток жидкости был пропорционален оборотам, подавалась в устройства автоматического управления сцеплением и сцепления плавно замыкалось.
При перемещении рычага переключения передач от одной передачи к другой, гидроблок переходил в начальное состояние, при котором сцепление размыкалось. Одновременно с этим снижалось давление в приводе коробки, отключая (выводя из зацепления) предыдущую передачу. Затем, следуя за перемещением рычага переключения, поршень выбора в гидроблоке пропускал жидкость под давлением к цилиндру вилки выбора на коробке передач, конусы синхронизатора и шестерни входили в контакт. В этой точке давление медленно возрастало, за счёт специального подпружиненного поршня синхронизации, до тех пор, пока не становилось достаточным для преодоления сопротивления синхронизатора. Шестерни замыкались. Возросшее давление создавало силу достаточную для смещения поршня автоматики сцепления, который позволял жидкости покинуть рабочий цилиндр сцепления, сцепление замыкалось.
Кроме гидроблока автоматики в системе ещё имелся, размещённый между гидроблоком и рабочим цилиндром сцепления, регулятор размыкания, который обеспечивал управляемое включение и быстрое выключение сцепления. При выключении (размыкании дисков) сцепления, жидкость под давлением, поступавшая в цилиндр, не тормозилась. При включении (замыкании дисков) поток жидкости ограничивался зазором шарикового клапана механически связанного с педалью акселератора. Когда педаль не нажата, зазор клапана был меньше, и жидкость под давлением из цилиндра сцепления выходила с сопротивлением. Если педаль газа была нажата, шарик приподнимался, увеличивая зазор, и замыкание сцепления происходило быстрее.
В системе также имелся корректор скорости холостого хода, гидравлически соединённый с левым передним тормозом и механически — с карбюратором. При нажатии на педаль тормоза давление жидкости действовало на поршень корректора, который прикрывал заслонку карбюратора, скорость двигателя падала, падали обороты насоса низкого давления, сцепление размыкалось, автомобиль останавливался. При отпускании педали тормоза поршень открывал заслонку, обороты двигателя возрастали, автомобиль продолжал медленно двигаться.
После остановки двигателя давление в гидросистеме, за счёт гидроаккумулятора, оставалось, поддерживая сцепление в разомкнутом состоянии. Если было необходимо завести двигатель с помощью "толкача" или буксировкой, давление в рабочем цилиндре сцепления можно было сбросить с помощью рычага под панелью приборов.
Осенью 1960 года устройство автоматического управления сцеплением в гидроблоке было ликвидировано, а насос низкого давления был заменён на центробежный регулятор, установленный на двигателе и приводимый ремнём. На вход регулятора поступало высокое давление от гидросистемы. Раздвигающиеся под действием центробежных сил грузики смещали поршень, изменяя давление на выходе в зависимости от оборотов двигателя. Это давление поступало на поршни автоматики переключения, которые, в зависимости от положения рычага переключения передач, управляли сцепление. Также была изменена работа системы при торможении. Давление от левого переднего тормоза поступало в корректор скорости холостого хода, который теперь был напрямую присоединённый к карбюратору, и он управлял положением заслонки, изменяя обороты двигателя. От правого переднего тормоза давление поступало в центробежный регулятор, смещая поршень и напрямую управляя сцеплением. На более мощные автомобили DS 21 устанавливался более сложный регулятор размыкания сцепления. Он был напрямую механически соединён с дроссельной заслонкой карбюратора и точнее управлял темпом замыкания и размыкания сцепления.
На автомобилях ID применялся механический привод коробки передач от рычага, размещённого справа (для автомобилей с правым рулём — слева) от рулевой колонки. Механический тросовый привод сцепления работал от обычной педали. С 1963 года такой тип трансмиссии стали устанавливать на некоторые модели DS. Такие автомобили с механическим приводом коробки передач обозначались как bvm (фр. boîte de vitesse mécanique), в отличие от автомобилей с гидравлическим приводом — bvh (фр. boîte de vitesse hydraulique).
В 1965 году, с появлением новых моторов, появились новые полностью синхронизированные четырёхступенчатые коробки передач. С сентября 1970 года на некоторые модели DS стали устанавливать пятиступенчатые коробки передач с механическим приводом, а с 1973 года эти коробки стали доступны для автомобилей DSuper 5. С декабря 1971 года на DS стали устанавливать трёхступенчатую гидромеханическую трансмиссию Borg-Warner. Рычаг переключения передач этой трансмиссии также располагался сверху рулевой колонки, но имел обычную, общепринятую для таких коробок передач схему управления (P-R-N-D-2-1). Такие автомобили имели на крышке багажника надпись Automatique.
От коробки передач с помощью конической главной передачи и дифференциала вращение, через полуоси равной длины, передавалось на передние ведущие колёса. Снаружи на полуосях были установлены спаренные карданные шарниры, а внутри до 1965 года использовались шарниры собственной конструкции, позже — трипоидные шарниры.

## Ходовая часть
Гидросистема автомобиля, разработанная Полем Мажесом, объединяла в единое целое гидравлический привод коробки передач, гидропневматическую подвеску, гидроусилитель рулевого управления и гидравлическую тормозную систему. Источником давления в системе был аксиально-плунжерный(семь плунжеров) насос с наклонной шайбой с ремённым приводом от двигателя. От насоса жидкость поступала в основной гидроаккумулятор, где за счёт регулирующего клапана находилась под давлением, избыток жидкости сливался в резервуар. Далее давление поступало в гидроаккумулятор тормозной системы, а оттуда — в распределитель давления, направлявший его в гидропневматические элементы передней и задней подвесок, гидроусилитель руля и блок гидроавтоматики коробки передач. На автомобили ID устанавливалась более простая гидросистема. От простого одноплунжерного насоса давление также подавалось в гидроаккумулятор, а далее — напрямую в гидропневмоэлементы подвески и гидропривод тормозов. Гидроусилитель руля и гидропривод коробки передач отсутствовали.
Первоначально в гидросистеме применялась синтетическая жидкость LHS (фр. Liquide Hydraulique Synthétique). Эта жидкость была очень агрессивна, подобна растворителю, при малейшей утечке просто «съедала» краску с окружающих деталей, и гигроскопична, требовала замены каждые три года. Жидкость имела красноватый оттенок, поэтому гидросистемы с такой жидкостью часто называют «красными» (англ. red). С сентября 1965 года систему стали заполнять нейтральной минеральной жидкостью LHM (фр. Liquide Hydraulique Minéral), которая имела зеленоватый оттенок. Соответственно, гидросистемы с такой жидкостью часто называют «зелёными» (англ. green). Поскольку гидросистемы с разными типами жидкостей используют различные уплотнители, детали этих систем не взаимозаменяемы. Для предотвращения перепутывания детали гидросистем с LHM окрашены в зелёный цвет.

### Подвеска

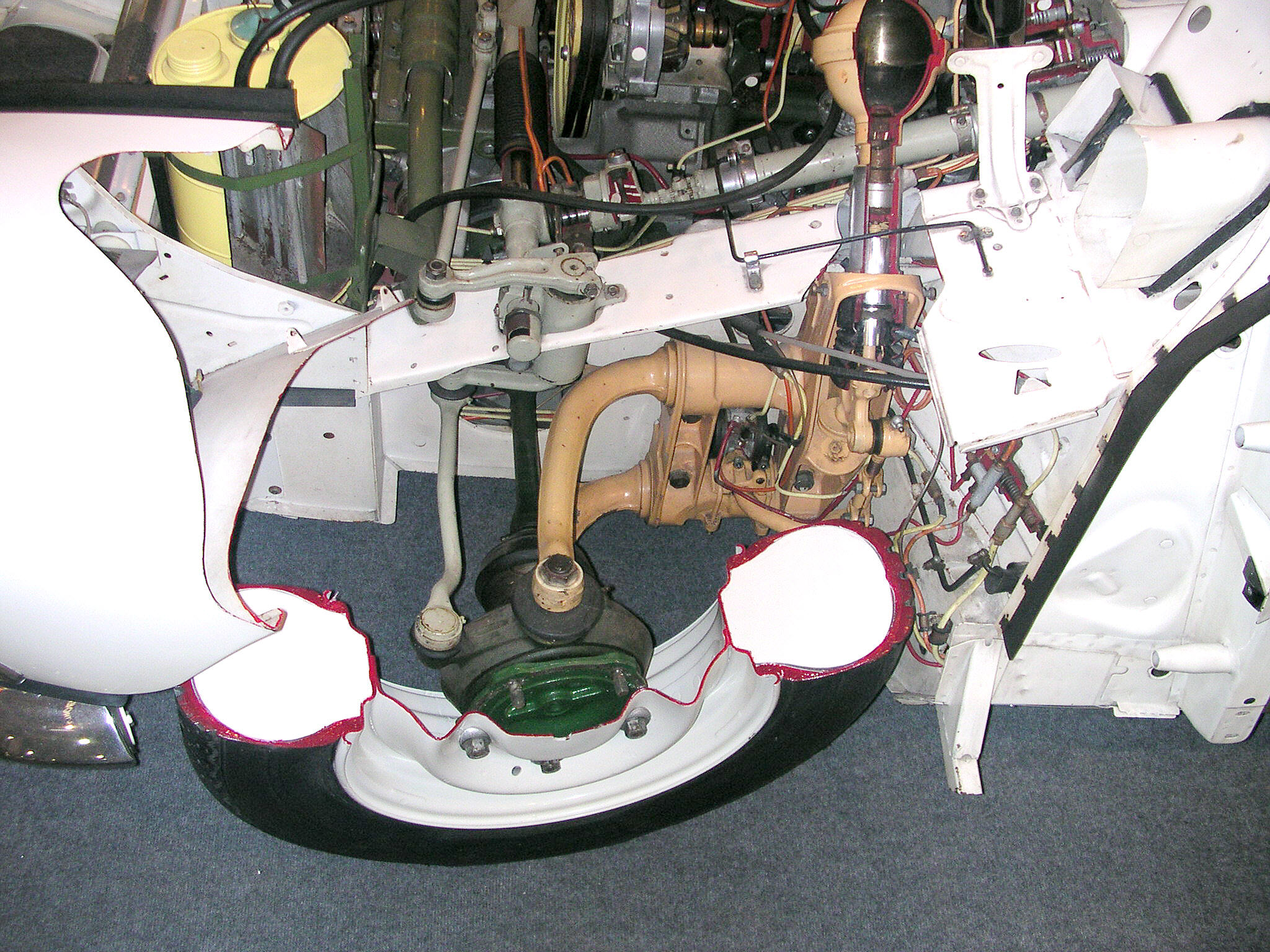
Передняя подвеска Citroën DS с Г-образными рычагами, которые вращаются в подшипниках (утолщения на кронштейне), гидропневматическим элементом со сферой наверху, ниже — привод стабилизатора. Хорошо видно вертикальное, в центре колеса расположение оси его поворота. Тормоза в колесе нет, он находится внутри автомобиля рядом с коробкой передач.

На автомобилях применялась независимая передняя и задняя подвески: спереди — на двух поперечных рычагах Г-образной формы, загнутых назад, сзади — на продольных рычагах. Рычаги вращались в закреплённых на кузове конических подшипниках. Передние и задние колёса попарно были соединены между собой стабилизаторами поперечной устойчивости. Основным узлом подвески был гидропневматический упругий элемент. Он состоял из цилиндра, закреплённого на кузове автомобиля, внутри которого находилась жидкость, и поршня, шток которого был связан с рычагом подвески. При перемещении рычага подвески поршень двигался, перекачивая жидкость через систему клапанов в нижнюю часть пневматической сферы, прикреплённой к цилиндру. В верхней, разделённой упругой мембраной, части сферы находился газ (азот) под давлением. Жидкость сжимала газ, который играл роль пружины, а клапанная система, дросселирующая жидкость при входе и выходе из сферы, играла роль амортизатора. По одному гидропневматическому элементу было установлено на каждом колесе.
Кроме высокой плавности хода, гидропневматическая подвеска позволяла поддерживать на постоянном уровне высоту кузова. Для этой цели служили корректоры высоты кузова, по одному спереди и сзади. Они были механически, с помощью тяг, связаны со стабилизаторами поперечной устойчивости. Гидравлически каждый корректор был связан с двумя цилиндрами гидропневмоэлементов соответствующей оси, гидроаккумулятором и резервуаром. При увеличении нагрузки кузов автомобиля проседал, торсион стабилизатора поворачивался, с помощью рычага перемещая поршень корректора высоты в положение, при котором жидкость под давлением из гидроаккумулятора поступала в цилиндры подвески. Кузов автомобиля поднимался до тех пор, пока поршень корректора не переходил в нейтральное положение, перекрывая поступление жидкости в цилиндры. При разгрузке кузов автомобиля приподнимался, и поршень корректора высоты переходил в положение, при котором жидкость из элементов подвески сливалась в резервуар до тех пор, пока кузов не занимал требуемое положение. Перемещение поршня сопровождалось перетеканием жидкости внутри корректора из одной полости в другую, при этом жидкость проходила через калиброванное отверстие, которое тормозило её. Поэтому корректор не реагировал на резкие изменения положения рычагов подвески относительно кузова при движении автомобиля.
Расположенный в салоне рычаг изменения высоты кузова позволял вручную задавать пять фиксированных положений: нижнее, нормальное, первое и второе промежуточные и верхнее. Рычаг с помощью системы тяг переводил поршни корректоров высоты обеих осей в положение, снижающее или повышающее давление в гидроцилиндрах подвески. Кузов автомобиля изменял высоту, стабилизаторы подвески поворачивались, возвращая поршни корректоров высоты в нейтральное состояние.

### Рулевое управление
На автомобилях было установлено реечное рулевое управление с гидроусилителем. Рулевое колесо одновременно вращало шестерню реечной передачи и распределитель давления. Шестерня перемешала рейку рулевого механизма в случае отказа гидравлики. При нормальной работе распределитель подавал давление жидкости в полости с одной или другой стороны силового гидроцилиндра, воздействуя на поршень, соединённый с рейкой, заставляя её перемещаться в одну или другую сторону. При повороте рулевого колеса прикреплённый к его валу рычаг нажимал на один из поршней распределителя, переводя его в положение подачи жидкости в полость с одной стороны силового гидроцилиндра, одновременно отпуская другой поршень, который под действием пружины открывал на слив полость с другой стороны цилиндра. При остановке рулевого колеса в повёрнутом положении рычаг останавливался, оба поршня под воздействием пружин переходили в нейтральной положение, перекрывая подачу и слив жидкости из силового гидроцилиндра. Колёса автомобиля оставались повёрнутыми, автомобиль двигался в повороте. При повороте рулевого колеса в другую сторону всё повторялось в обратном порядке.
Передаточное отношение рулевого механизма составляло 15:1, что обеспечивало три оборота рулевого колеса от упора до упора. На автомобилях ID использовалось реечное рулевое управление без усилителя с передаточным числом 20, что обеспечивало четыре оборота руля от упора до упора. Рулевая колонка была безопасной, складывающейся при ударе.
Оси поворота колёс располагались в их продольной плоскости строго вертикально, поэтому никакие усилия от дороги не передавались на руль. Это помогало в отдельных случаях, например, при проколе колеса автомобиль сохранял прямолинейное движение, но в целом делало рулевое управление искусственным, не зависящим от дороги.

### Тормозная система
На автомобилях применялась тормозная система с передними дисковыми (сплошной диск диаметром 300 мм) тормозами, которые размещались не внутри колёс, а рядом с коробкой передач, и задними барабанными (внутренний диаметр барабана 225 мм) тормозами и оригинальным гидроприводом, разделённым на два контура. Водитель не создавал давление в системе, а только регулировал его величину, поэтому управление тормозами осуществлялось с помощью необычной грибоподобной кнопки. Оно было настолько нестандартным, что в руководстве по эксплуатации рекомендовали потренироваться, прежде чем выезжать на дорогу.
Жидкость под давлением из гидроаккумуляторов (по одному в каждом контуре) подавалась в управляющие клапаны каждого контура, и оттуда — в тормозные механизмы. Величина давления, поступавшего в тормозные механизмы, зависела от силы, с которой водитель нажимал на педаль-кнопку. Усилие от педали-кнопки передавалось на двухплечевой рычаг, каждый конец которого нагружал управляющий клапан одного из контуров тормозной системы. Посередине рычага находился подвижный упор, связанный с гидроцилиндром, давление в который подавалось из гидропневматических элементов задней подвески. В зависимости от нагрузки на заднюю ось автомобиля давление в гидроэлементах задней подвески менялось, упор рычага сдвигался, меняя соотношение усилия, передаваемого от педали-кнопки в передний и задний контуры. Таким образом менялось соотношение тормозных сил на осях автомобиля, обеспечивая эффективное торможение при любой загрузке.
В дисковом тормозном механизме с плавающим суппортом (скобой) собственной конструкции Citroën одна из колодок прижималась к диску с помощью двух поршней, другая — за счёт смещения (плавания) суппорта. В гидроприводе тормозов не использовались шланги. Передние тормоза крепились к коробке передач, были неподвижны, и давление в них подавалось по трубкам. К задним тормозам давление передавалось через вращающиеся сочленения трубок, идущих по кузову автомобиля, и трубок, проложенных по рычагам подвески.
Стояночный тормоз был механическим с тросовым приводом и действовал на передние тормозные механизмы. Привод осуществлялся нажатием педали, расположенной рядом с водительской дверью. В отличие от рабочей тормозной системы, привод стояночного тормоза требовал приложения солидного усилия. Для разблокирования тормозов необходимо было потянуть за рычажок, причём если оставить его в выдвинутом положении, то можно было использовать стояночной тормоз как запасную тормозную систему. При каждом включении стояночного тормоза в передних тормозах срабатывал механизм автоматической регулировки зазоров между диском и колодками, в задних барабанных тормозах зазор регулировался вручную.
На автомобилях ID первоначально применялся привод тормозов с обычным одноконтурным главным тормозным цилиндром, не подключенным к гидросистеме высокого давления, усилие на который подавалось от обычной педали. Вскоре такой привод был заменён на более сложный двухконтурный. Педаль тормоза воздействовала на два расположенных друг за другом управляющих клапана. В первый высокое давление поступало от основного гидроаккумулятора и затем направлялось в передние тормоза. Во второй — от гидроэлементов задней подвески, а затем в контур задних тормозов. Таким образом осуществлялось ограничение давления в задних тормозах, предотвращающее их блокировку. Вскоре и на автомобилях DS остался только один тормозной гидроаккумулятор, а задний контур также стал питаться от гидроэлементов задней подвески. На автомобилях ID вместо педали стояночного тормоза использовался рычаг, за который надо было тянуть.
С 1965 года на автомобили стали устанавливать новые дисковые тормозные механизмы с неподвижным суппортом (скобой). В таком механизме каждая из колодок прижималась к диску отдельным поршнем. В колодки новых механизмов были встроены датчики износа накладок, лампа-сигнализатор износа находилась на приборной панели. Также там имелась контрольная лампа падения давления в гидроприводе тормозов. Трос стояночного тормоза воздействовал на дополнительную, расположенную рядом с суппортом, пару колодок.
Citroën DS был одним из первых в мире серийно выпускаемых автомобилей, на котором применялись дисковые тормоза.

### Колёса и шины

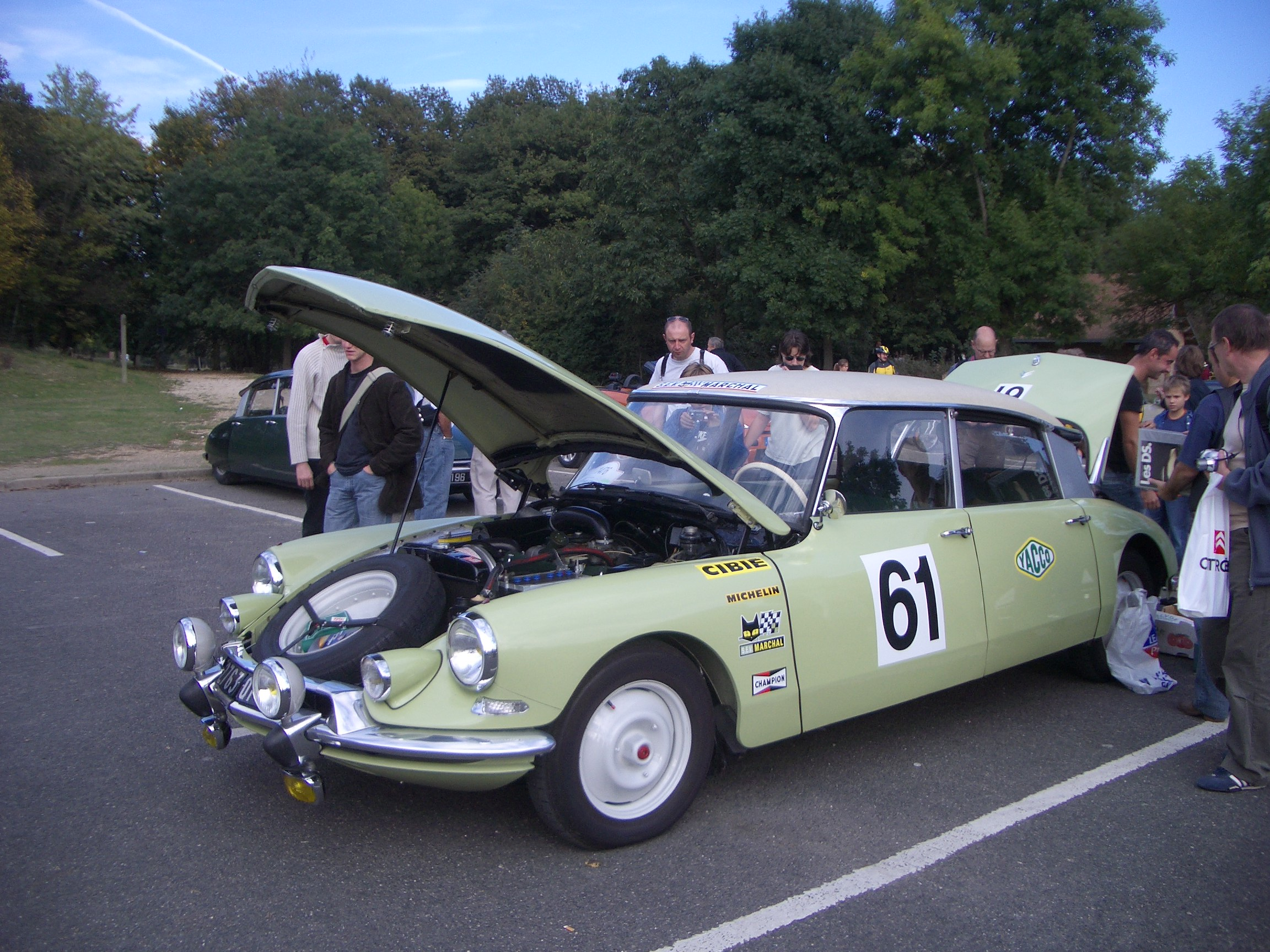
Citroën DS (ID), колесо крепится одним болтом (красный)

Первоначально на автомобили устанавливались колёса размерностью 5Jx15 с креплением одним болтом. В центре колеса имелась глубокая выштамповка в виде чашки, которая надевалась на ответную часть колёсной ступицы, вся конструкция крепилась одним болтом с внутренним шестигранником. С 1965 года стали применяться другие колёса, которые устанавливались на пять шпилек и крепились гайками. Позже на некоторые более дорогие модели стали устанавливать более широкие колёса размерностью 5,5Jx15.
На моделях DS колёса всегда полностью закрывались большими декоративными колпаками. На моделях ID применялись другие, меньшего размера колёсные колпаки.
На автомобили устанавливались новые радиальные шины Michelin типа Х, разработанные во время войны. Их долговечность была намного выше, чем у обычных диагональных шин. Первоначально спереди устанавливались более широкие шины (165R15), а сзади — более узкие (155R15). Позже, с появлением широких колёс, спереди, а затем и сзади стали устанавливать более широкие шины размерностью 180R15 или 185R15.
Запасное колесо находилось спереди, под капотом перед радиатором. Для замены колеса с помощью гидропневматической подвески автомобиль поднимали в самое высокое положение, в определённое место порога кузова (там имелись специальные выемки) устанавливали подпорку, которая входила в состав оборудования автомобиля. Затем спускали давление из гидросистемы, кузов автомобиля опускался, вывешивая требуемое для замены колесо. Если менялось заднее колесо, то сначала надо было снять заднее крыло автомобиля, которое крепилось одним болтом.

## Модификации

### Универсал

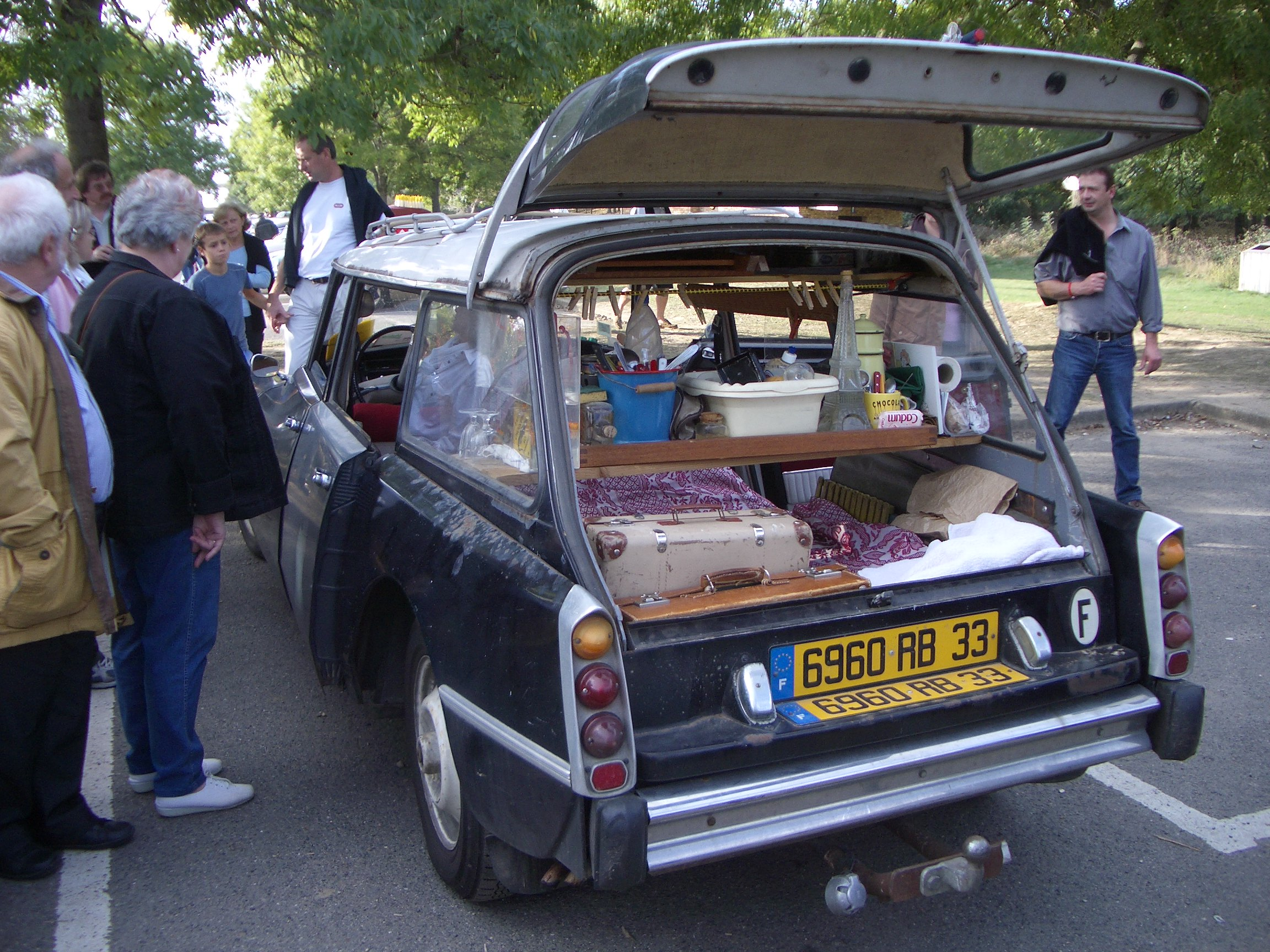
Citroën DS Break, выпуклое стекло задней двери и два номерных знака

Идея создания автомобиля с кузовом универсал появилась в начале 1955 года, когда Бертони набросал несколько эскизов для отдела продаж. В этот период уже достаточно много прототипов ездило по стране, демонстрируя образцовое поведение автомобиля вне зависимости от того загружен он или нет. Стало ясно, что Citroën DS с его гидропневматической подвеской идеально приспособлен для перевозки тяжелых грузов на большие расстояния с высокой скоростью. С учётом конструкции автомобиля, было не сложно разработать его грузопассажирский вариант. Длинная база не требовала увеличения, необходимо было только немного удлинить задний свес. Уникальной чертой автомобиля стала организация его задней части. Верхняя половина задней двери с большим выпуклым стеклом поднималась вверх, нижняя — откидывалась. На торце нижней дверцы крепился ещё один номерной знак, таким образом, номера машины были видны всегда, независимо от того, откинут задний борт или нет. Задние крылья новой формы сделали колёса открытыми. Задние двери остались такими же, как у седана, для усиления кузова стали применять стальную вваренную крышу.
Универсал был представлен в Париже осенью 1958 года, а в продажу поступил годом позже, как автомобиль 1960-го модельного года. Break, так он назывался во Франции, частично собирался на заводе Citroën в Жавель, а частично в кузовной мастерской Faget et Varnet в Леваллуа-Перре. Citroën поставлял туда все необходимые детали, включая новую заднюю часть. Собранный кузов возвращался снова на завод, где проходил окончательную сборку.
Автомобиль выпускался в четырёх версиях: Break, Commerciale, Familiale и Ambulance. Break и Familiale могли иметь исполнения Luxe и Confort.
Модель Break в комплектации Confort была наиболее популярной. Спереди автомобиля размещался либо сплошной трёхместный диван, либо отдельные сидения для двух человек. Заднее сиденье было складывающимся, первоначально только на версии Confort, но позже его стали устанавливаться и на Luxe. Что было общим у обеих версий, так это временные складывающиеся сидения вдоль бортов багажника. На узких сидениях обычно размещались дети, но могли втиснуться и взрослые.
Familiale имел совершенно другую конфигурацию сидений. До 1961 года переднее сидение было сплошным диваном, но позже стали доступны раздельные сидения. Заднее сидение было смещено назад, в пространство между арками колёс. Это позволило разместить по ходу движения три складных места между передними и задними рядами. В результате, автомобиль вмещал семь или восемь человек в зависимости от конструкции переднего сидения. Всё это напоминало устройство лимузинов и, со сложенными сидениями среднего ряда, пассажиры сзади имели огромное пространство для ног. К недостатку этой модели можно было отнести существенно меньший багажник.
Commerciale был просто грузовым автомобилем без претензий. Спереди — сплошной диван, сзади — складывающиеся сидения, все — с простейшей износостойкой отделкой. Складных мест в багажнике не было, а со сложенными задними сидениями получалась большая грузовая платформа.
Санитарные автомобили Ambulance имели складывающееся по частям заднее сидение, освобождающее место для носилок. Это были производимые на заводе автомобили, но некоторые сторонние фирмы выпускали собственные версии санитарных машин на базе универсалов Citroën DS.
Двигатели и трансмиссия автомобилей были такими же, как у ID, но подвеска, рулевое управление и тормоза были другими. Первоначально все модели оснащались рулевым управлением без усилителя, как на ID, но очень скоро стали устанавливать гидроусилитель. Так как универсалы предназначались для перевозки большей массы грузов, на них сразу ставилась тормозная система от DS, с педалью-кнопкой. Кроме того, применялись задние тормозные барабаны большего диаметра с оребрением и более широкие колодки. В задней подвеске применялись усиленные рычаги и увеличенного диаметра цилиндры гидроэлементов и сферы. Кроме того, было повышено передаточное число главной передачи. Всего было изготовлено около 100 тыс. универсалов.

### Кабриолет
Анри Шапрон (англ. Henri Chapron) был одним из самых плодовитых французских кузовных мастеров и его услугами пользовались не только Citroën, но и все известные автопроизводители. Внешний вид и качество изготовленных в его мастерской кузовов поддерживались на таком высоком уровне, какого не было во всей индустрии кузовостроения Франции. Широкое распространение в 1930 годы несущих кузовов во многом определило закат оригинального кузовостроения. Как и большинство изготовителей кузовов на заказ, мастерская Шапрона могла исчезнуть в начале войны. Спасением для неё стал опыт по производству специальных автомобилей, таких как президентский кабриолет на базе модели Citroën 15.

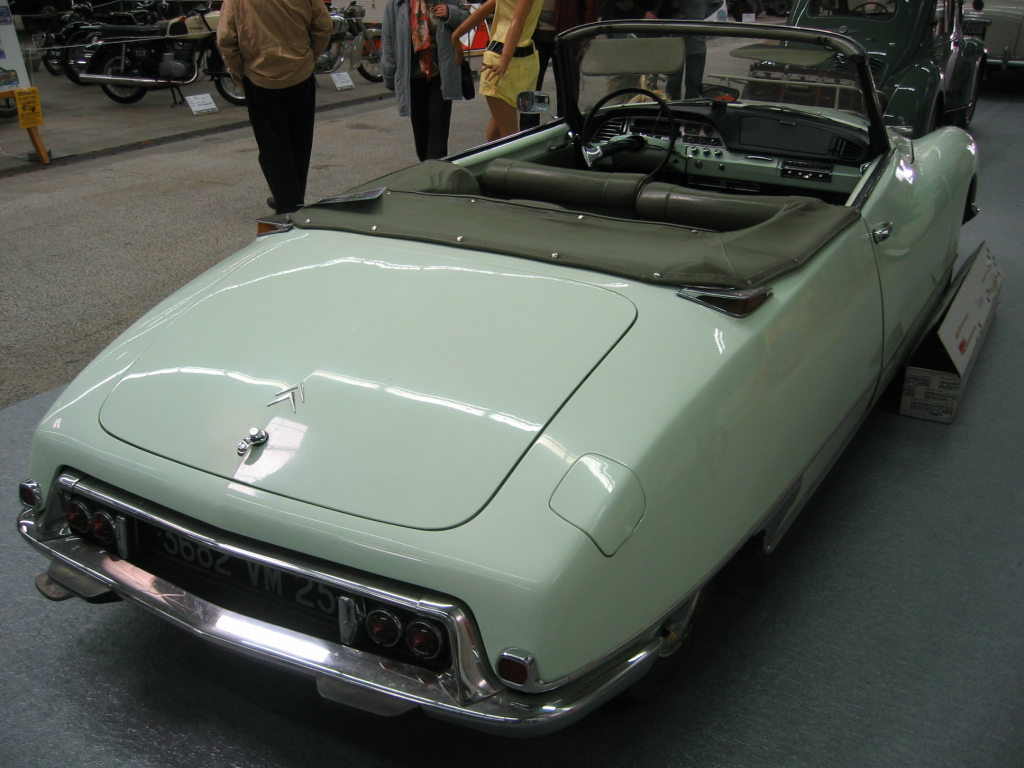
Citroen DS Décapotable (Usine)

Впервые Анри Шапрон увидел Citroën DS в 1955 году на Парижском автосалоне, внешний вид автомобиля поразил его, и он решил сделать кабриолет на его базе. Имя его было хорошо известно во французской автопромышленности, поэтому он был очень удивлен отказу Citroën прислать платформу для создания автомобиля. В результате, пришлось купить седан у обычного дилера и самостоятельно произвести все необходимые изменения для создания четырёхместного двухдверного кабриолета — Décapotable (конвертируемый). Процесс сопровождался усилением шасси и удлинением передних дверей. Всё это потребовало времени, но когда автомобиль был показан в 1958 году, он произвёл сильное впечатление на публику.
Причина, по которой на Citroën не хотел поставлять платформу Шапрону, заключалась в том, что компания планировала создать и выпускать кабриолеты собственной конструкции. Дизайн такого автомобиля был разработан Фламинио Бертони ещё в 1954 году, когда были спроектированы двух и четырёхдверные версии. Эскизы показывают сохранение общих форм DS, хотя были и более радикальные решения с изменёнными передней и задней частями. Но на фирме решили сконцентрировать силы на модели Prestige, которая была показана на том же Парижском автосалоне, что и кабриолет Шапрона в 1958 году.
Первый кабриолет Анри Шапрона, известный под названием La Croisette использовал стандартные задние крылья и декоративные накладки для закрытия проёма от задних дверей. В 1959 году появилась более аккуратно сделанная модель с цельными задними крыльями. Этот кабриолет известный под названием Le Caddy больше понравился специалистам Citroën, и они занялись его доработкой. Было усилено днище кузова, изменена задняя часть автомобиля, оставлены съёмные крылья, удлинённые двери сделали ниже, а ветровое стекло было опущено. В результате всех этих изменений автомобиль стал немного длиннее и примерно на 45 кг тяжелее. В конце концов, соглашение было достигнуто, и фирма стала поставлять специально подготовленные шасси с комплектом дополнительного оборудования в мастерскую Шапрона, где они переделывались в кабриолеты. Такие автомобили стали называть Usine (заводские) Cabriolets, в отличие от собственных кабриолетов Шапрона, и на них распространялась гарантия Citroën. Они имели мягкий верх из кожи или ткани, который складывался вручную или с помощью электропривода. Впервые кабриолеты появились в каталогах фирмы Citroën в сентябре 1960 года, каждый автомобиль изготавливался по индивидуальному заказу, имел очень высокий уровень отделки и стоил примерно в два раза больше седана.
Из-за малого объёма выпуска, всего было сделано чуть больше 1 300 «заводских» версий, оригинальные кабриолеты являются самыми ценными модификациями DS. Особенно на фоне большого количества копий, сделанных из обычных седанов в последнее время.

### Особые версии

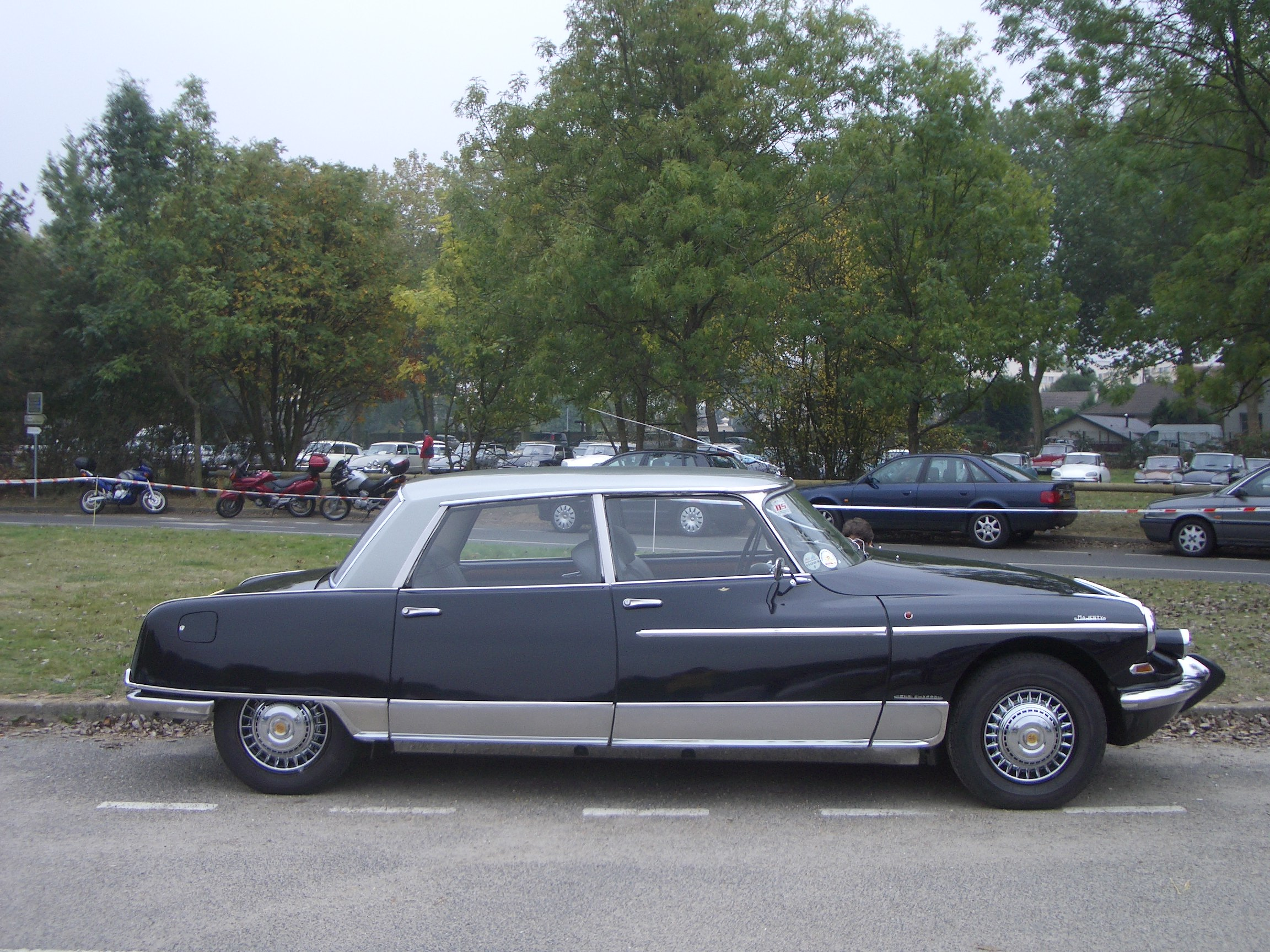
Henri Chapron Citroën DS Majesty

Развивая сотрудничество с головной фирмой, мастерская Анри Шапрона начала дооснащать появившийся в октябре 1958 года Citroën DS Prestige. Автомобили изготавливались только по спецзаказу, каждый имел индивидуальную отделку в соответствии с требованиями будущего владельца. Это был действительно роскошный автомобиль, со всеми мыслимыми аксессуарами включая разделительное стекло между водителем и задними пассажирами, поднимаемое с помощью электропривода или вручную. Возможно было практически всё, от специальных контейнеров в багажнике для любителей пикников, до бара с телевизором. Мог быть установлен даже телефон, который действовал на расстоянии до 20 км от центра Парижа. Всего было сделано примерно 180 автомобилей.
Шапрон, также продолжал строить различные заказные версии DS, иногда кабриолеты, такие как серия Palm Beach, которые отличались квадратными задними окнами, или купе с жёсткой не съёмной крышей, такие как Le Paris. Позже появились купе Concorde с более приятной внешностью. С 1965 года задняя часть этих автомобилей была переработана в стиле оригинальных эскизов Бертони. Выпускалось, также, выдающейся элегантности купе Le Leman. Меньшей популярностью пользовался тяжеловесный четырёхдверный седан с увеличенным багажником Lorraine. Таким же был Majesty, но он имел высочайший уровень отделки сравнимый по качеству с Rolls-Royce.
| Выпуск оригинальных автомобилей Шапрона | Выпуск оригинальных автомобилей Шапрона | Выпуск оригинальных автомобилей Шапрона | Выпуск оригинальных автомобилей Шапрона | Выпуск оригинальных автомобилей Шапрона | Выпуск оригинальных автомобилей Шапрона | Выпуск оригинальных автомобилей Шапрона | Выпуск оригинальных автомобилей Шапрона | Выпуск оригинальных автомобилей Шапрона | Выпуск оригинальных автомобилей Шапрона |
| --------------------------------------- | --------------------------------------- | --------------------------------------- | --------------------------------------- | --------------------------------------- | --------------------------------------- | --------------------------------------- | --------------------------------------- | --------------------------------------- | --------------------------------------- |
|                                         | La Croisette, кабриолет                 | Le Paris, купе                          | Le Caddy, кабриолет                     | Le Dandy, купе                          | Concorde, купе                          | Palm Beach, кабриолет                   | Le Léman, купе                          | Majesty, седан                          | Lorraine, седан                         |
| 1958                                    | 6                                       | 1                                       | -                                       | -                                       | -                                       | -                                       | -                                       | -                                       | -                                       |
| 1959                                    | 19                                      | 8                                       | 2                                       | -                                       | -                                       | -                                       | -                                       | -                                       | -                                       |
| 1960                                    | 21                                      | -                                       | 6                                       | 5                                       | 5                                       | -                                       | -                                       | -                                       | -                                       |
| 1961                                    | 2                                       | -                                       | 7                                       | 5                                       | 11                                      | -                                       | -                                       | -                                       | -                                       |
| 1962                                    | 4                                       | -                                       | 3                                       | 10                                      | 7                                       | 2                                       | -                                       | -                                       | -                                       |
| 1963                                    | -                                       | -                                       | 2                                       | 4                                       | 6                                       | 3                                       | -                                       | -                                       | -                                       |
| 1964                                    | -                                       | -                                       | 2                                       | 8                                       | 3                                       | 7                                       | -                                       | 5                                       | -                                       |
| 1965                                    | -                                       | -                                       | 3                                       | 8                                       | 6                                       | 4                                       | -                                       | 3                                       | -                                       |
| 1966                                    | -                                       | -                                       | 3                                       | 5                                       | -                                       | 4                                       | 7                                       | 8                                       | -                                       |
| 1967                                    | -                                       | -                                       | 4                                       | 3                                       | -                                       | 2                                       | 9                                       | 4                                       | -                                       |
| 1968                                    | -                                       | -                                       | 2                                       | 2                                       | -                                       | 4                                       | 4                                       | 4                                       | -                                       |
| 1969                                    | -                                       | -                                       | -                                       | -                                       | -                                       | 2                                       | 2                                       | 3                                       | 2                                       |
| 1970                                    | -                                       | -                                       | -                                       | -                                       | -                                       | 2                                       | 2                                       | -                                       | 4                                       |
| 1971                                    | -                                       | -                                       | -                                       | -                                       | -                                       | 1                                       | -                                       | -                                       | 2                                       |
| 1972                                    | -                                       | -                                       | -                                       | -                                       | -                                       | 1                                       | 2                                       | -                                       | 3                                       |
| 1973                                    | -                                       | -                                       | -                                       | -                                       | -                                       | -                                       | 1                                       | -                                       | 7                                       |

## Производство и продажи
До начала производства было собрано примерно 30 автомобилей на самом старом заводе Citroën в квартале Жавель (Javel) 15-го административного округа Парижа. Это были достаточно грубо собранные образцы, двери и панели были криво установлены, кузова плохо окрашены, они были шумными и тряскими. Автомобили, которые показывали на автосалонах, были другими, это были вручную аккуратно собранные в проектном подразделении (Bureau d’Etudes) Citroen экземпляры. Из-за высокой сложности автомобиля производство стартовало туго, в октябре 1955 года было собрано всего 7 машин, а в январе 1956 — 229 шт. Для достижения рентабельности необходимо было производить не менее 500 автомобилей в день. Этот уровень никогда не был достигнут, что характеризует финансовое состояние фирмы в то время. Средняя цифра за 20 лет производства держалась на уровне менее 300 автомобилей в день, достигнув пика приблизительно 400 автомобилей в день в 1960—1973 годах.
7 октября 1969 года миллионный автомобиль сошёл с конвейера в Жавель. Заводу не хватало мощностей, к тому же в послевоенные годы было принято решение о выносе всех производств из столицы. Поэтому в 1972 году началось строительство завода в Оне-су-Буа, в 16 км к северу от Парижа, а через два года туда переехало производство Citroen DS, он был первым автомобилем, который там начали собирать. 24 апреля 1975 года, после почти 20 лет выпуска и изготовления 1 455 746 автомобилей, их производство было прекращено. Последним был Citroen DS 23 Pallas I.E.
Официальное количество автомобилей, построенных во Франции — 1 330 755 шт., остальные автомобили были изготовлены на заводах Citroen в Бельгии, Южной Африке, Англии, Австралии, Португалии, и Югославии, а также, возможно, в Мексике, Китае, Индонезии и Родезии (Зимбабве).
Фирма Société Belge des Automobiles CITROËN (SA Belge Citroen) была организована 31 января 1924 года, а в 1926 году в пригороде Брюсселя Форе (фр. Forest, нидерл. Vorst) был запущен завод по сборке автомобилей. С 1956 по 1969 годы на нём было собрано 97 765 автомобилей Citroen DS.
В конце 1959 года в небольшом населённом пункте Natalspruit городского округа Экурхулени недалеко от Йоханнесбурга, ЮАР в здании бывшей школы началась сборка Citroen DS. Из готовых машинокомплектов (CKD), поставляемых из Франции, собирали автомобили, как с левым, так и с правым расположением руля. Производство не принадлежало Citroen, а управлялось местной африканской компанией Stanley Motors. В 1972 году в Йоханнесбурге была основана дочерняя компания Citroën South Africa, которая взяла на себя все заботы по производству и распространению автомобилей в ЮАР. Последний DS был выпущен с производственной линии в Порт-Элизабет в 1975 году, вскоре этот завод был закрыт. Всего было собрано 10 944 Citroen DS.
Завод в промышленном узле Слау к западу от Лондона был открыт в 1926 году. В момент открытия это был самый крупный автозавод в Великобритании. На заводе собирались оригинальные автомобили с правым рулём, которые экспортировались в Австралию, Новую Зеландию и Южную Африку. С 1956 по 1966 годы на заводе было собрано 8 667 автомобилей Citroen DS. Английские Citroen получали электрику от Lucas, колёса, радиаторы, бамперы, топливные баки, выхлопную систему и элементы отделки салона также поставлялись местными производителями автокомпонентов. В 1966 году завод был закрыт и все автомобили с правым рулём стали экспортировать из Франции.
С 1961 по 1966 годы автомобили Citroen ID 19 собирались в районе Гейдельберг Вест (West Heidelberg) городской территории Баньюл в Австралии. Всего было собрано примерно 1 500 автомобилей.
Сотрудничество между фирмой Citroen и югославским производителем мопедов Tomos из города Копер началось в 1959 году. Оно развивалось настолько успешно, что производственные возможности фирмы перестали справляться с требуемыми объёмами производства. Поэтому 18 мая 1971 года было основано совместное предприятие Cimos на которое была переведена сборка автомобилей. Всего на сборочном предприятии, помимо других моделей, было собрано около тысячи Citroen DS. Эти престижные автомобили в основном распространялись между партийными и государственными служащими социалистической Югославии.

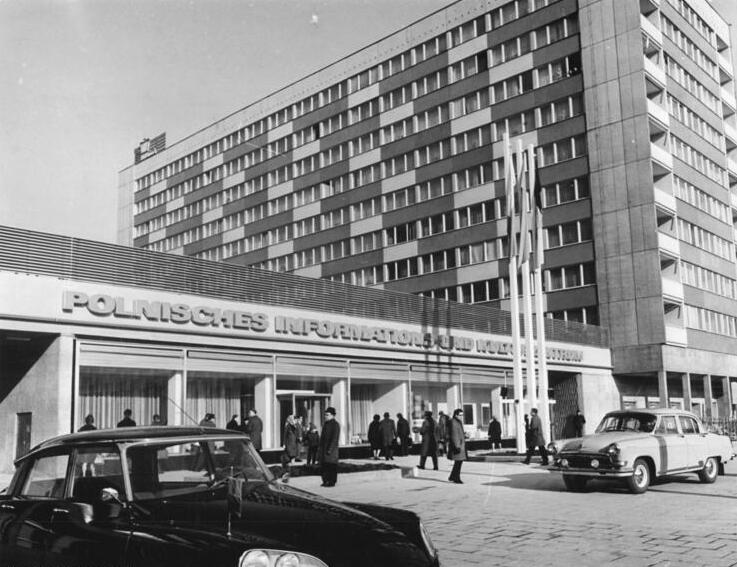
1969 год, Лейпциг, ГДР, Citroen DS и ГАЗ-21

Основанный в 1962 году в португальском городе Мангуалди сборочный завод до сих пор производит автомобили Citroen. Некоторое время там собирали Citroen DS.
На американском рынке Citroen DS был впервые представлен в январе 1956 года на 48-м Чикагском автосалоне. Автомобили не пользовались большой популярностью в Америке. Стоили они как Кадиллаки, но имели слабый двигатель и странный внешний вид. К тому же только в последние годы выпуска на них стали устанавливать так любимые американцами автоматическую трансмиссию, кондиционер и электрические стеклоподъёмники. Эти машины в основном покупали любители чего-то оригинального или энтузиасты европейских автомобилей. Citroen DS поставлялись в США с 1957 по 1972 годы, всего было продано примерно 38 тыс. шт.
В январе — апреле 1958 года автомобиль Citroen DS проходил испытания в НАМИ, о чём имеется отчёт в библиотеке института. В единичных экземплярах автомобили завозились в СССР частными лицами или были подарены государственным деятелям и работникам культуры. В настоящий момент в России насчитывается примерно 10—15 таких автомобилей.
Из большого количества произведённых автомобилей достаточно много экземпляров сохранилось до наших дней. Стоимость таких машин может начинаться от 300 долларов за старый совершенно «убитый» автомобиль и доходить до 400 тыс. долларов — за редкие кабриолеты в отличном состоянии. В феврале 2009 года кабриолет Citroen DS 23 I.E. был продан с аукциона за 337,5 тыс. евро (примерно 15,2 млн рублей), считается, что это самый дорогой автомобиль Citroen из когда-либо проданных.
| Производство во Франции | Производство во Франции | Производство во Франции | Производство во Франции | Производство во Франции | Производство во Франции |
| ----------------------- | ----------------------- | ----------------------- | ----------------------- | ----------------------- | ----------------------- |
| Год                     | Всего                   | DS                      | ID                      | Break                   | Décapotable             |
| 1955                    | 62                      | 62                      | -                       | -                       | -                       |
| 1956                    | 9 868                   | 9 868                   | -                       | -                       | -                       |
| 1957                    | 26 528                  | 20 873                  | 5 655                   | -                       | -                       |
| 1958                    | 49 103                  | 20 419                  | 28 684                  | -                       | -                       |
| 1959                    | 58 804                  | 13 853                  | 44 131                  | 820                     | -                       |
| 1960                    | 73 601                  | 15 932                  | 51 469                  | 6 196                   | 4                       |
| 1961                    | 69 517                  | 23 697                  | 41 059                  | 4 599                   | 162                     |
| 1962                    | 74 824                  | 28 241                  | 41 215                  | 5 156                   | 212                     |
| 1963                    | 82 503                  | 35 836                  | 40 400                  | 6 022                   | 245                     |
| 1964                    | 77 083                  | 31 630                  | 39 294                  | 5 975                   | 184                     |
| 1965                    | 80 250                  | 35 563                  | 38 571                  | 5 986                   | 130                     |
| 1966                    | 66 569                  | 37 574                  | 21 955                  | 6 904                   | 136                     |
| 1967                    | 93 407                  | 39 646                  | 46 359                  | 7 311                   | 91                      |
| 1968                    | 89 212                  | 27 730                  | 54 840                  | 6 547                   | 95                      |
| 1969                    | 63 891                  | 26 932                  | 30 260                  | 6 652                   | 47                      |
| 1970                    | 102 218                 | 34 088                  | 61 707                  | 6 383                   | 40                      |
| 1971                    | 83 208                  | 26 061                  | 50 969                  | 6 159                   | 19                      |
| 1972                    | 92 226                  | 33 628                  | 52 358                  | 6 240                   | -                       |
| 1973                    | 96 995                  | 23 338                  | 66 850                  | 6 807                   | -                       |
| 1974                    | 40 039                  | 8 374                   | 25 578                  | 6 087                   | -                       |
| 1975                    | 847                     | 379                     | 393                     | 75                      | -                       |
| Всего                   | 1 330 755               | 493 724                 | 741 747                 | 93 919                  | 1 365                   |

## Комментарии
1. 1 2 3 4 5 6 7 8 9 10 11 12 13 14 15 16 17  Brake Horsepower — мощность двигателя без дополнительного оборудования (водяной насос, генератор и т. п.), брутто, примерно на 10 % больше мощности замеренной по современным стандартам (DIN).
2. ↑  Этот эпизод описан в романе Фредерика Форсайта День Шакала и показан в одноимённом фильме.
3. ↑  В Англии он продавался под названием Safari, а в США под традиционным именем Station Wagon.